# Scultura etrusca

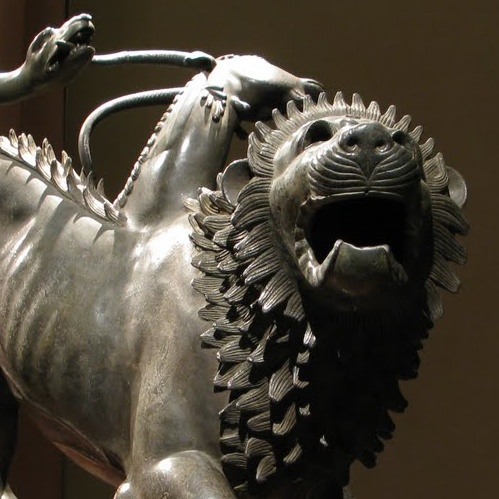
Chimera di Arezzo, bronzo, 400 a.C. circa, Firenze, Museo archeologico nazionale

La scultura etrusca fu una delle più importanti espressioni artistiche degli Etruschi, un popolo che abitò la regione centro-settentrionale dell'Italia approssimativamente fra il IX e il I a.C. La sua arte fu in gran parte una derivazione dell'arte greca, come nella religione, ma ebbe uno sviluppo con molte caratteristiche peculiari. Data l'assenza quasi totale di documenti testuali etruschi, problema aggravato dall'ignoranza moderna sulla loro lingua, ancora largamente indecifrata, la storiografia sull'arte etrusca si è avvalsa dell'ausilio delle cronache greche e romane. Così come la loro cultura in generale, la scultura degli Etruschi è stata oggetto di numerose polemiche tra gli studiosi, costretti ad assegnare alle proprie indagini il carattere della provvisorietà; essi sono concordi tuttavia nel considerare la scultura etrusca tra i più importanti e originali documenti della cultura italica prima dell'ascesa dell'Impero romano, alla cui formazione artistica essa ha potuto contribuire significativamente.

## Panoramica generale

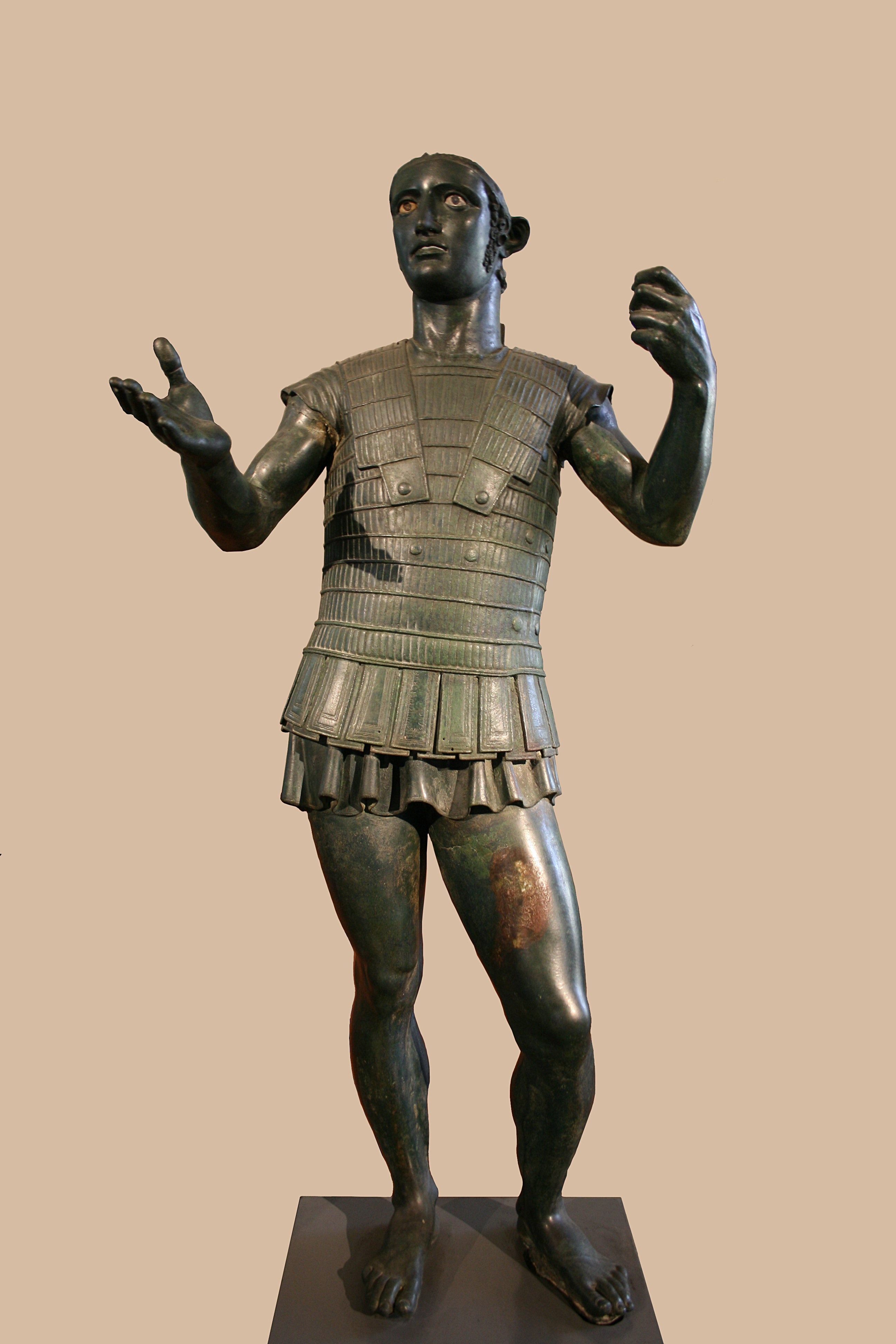
Marte di Todi. Bronzo, fine V secolo a.C. Città del Vaticano, Museo Gregoriano Etrusco 13886.

(...)

### Etruria e la Grecia

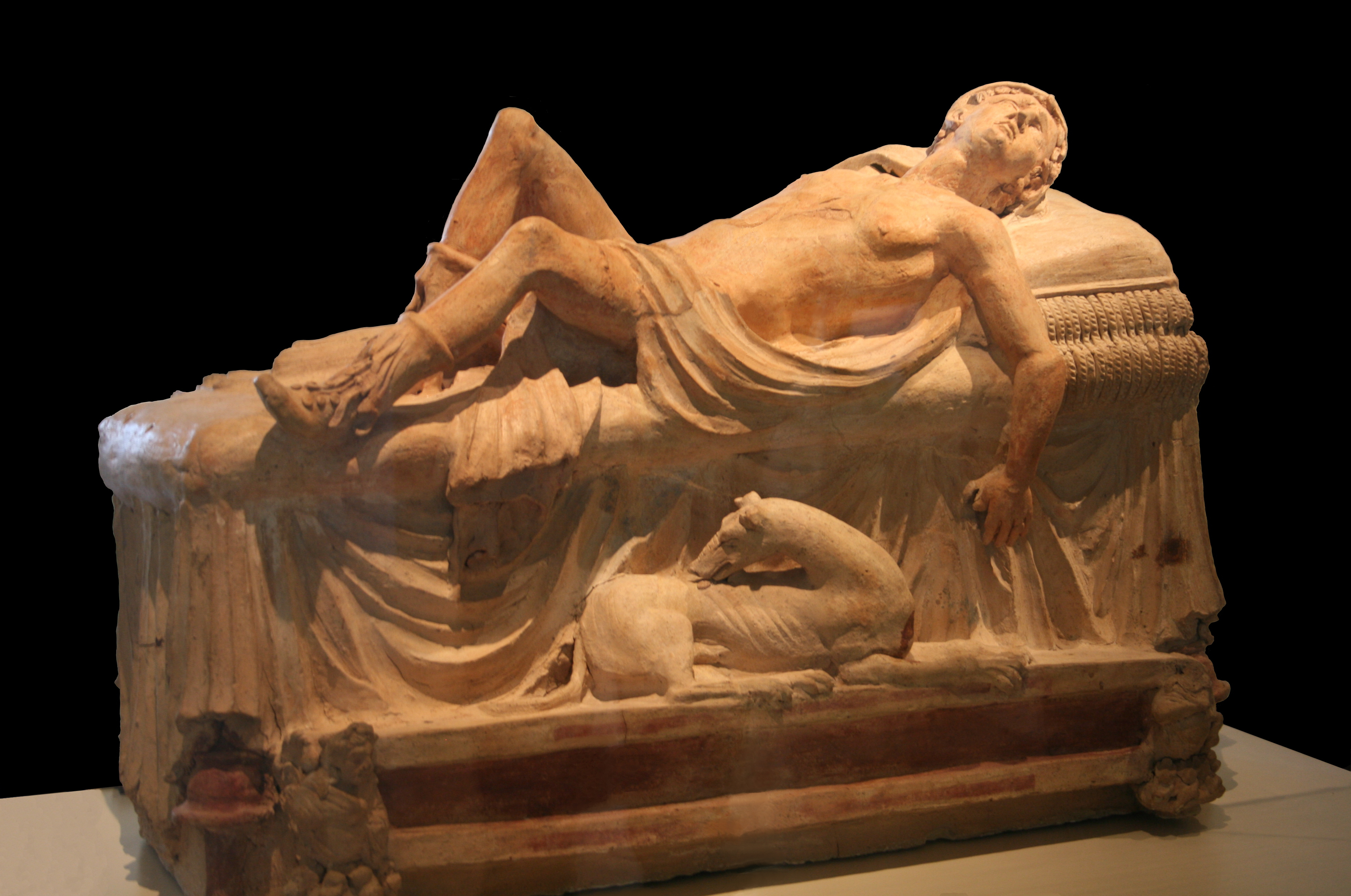
Cosiddetto "Adone morente", monumento funerario. Da Tuscania, terracotta policroma, III-II secolo a.C. Città del Vaticano, Museo Gregoriano Etrusco 14147.

I contatti con la Grecia si intensificarono quando i Greci fondarono le loro prime colonie nel sud della penisola, intorno al 775-750 a.C. Adottarono un alfabeto simile a quello dei Greci e parte della loro mitologia, importarono manufatti greci, specialmente ceramiche, e orientali. Di fatto, l'influenza greca divenne tanto importante che la nomenclatura della storia dell'arte etrusca è un riflesso di quella usata per descrivere i periodi corrispondenti dell'arte greca, nel modo seguente:
- Periodo di Villanova o geometrico: IX-VIII a.C.
- Periodo orientalizzante: VII secolo a.C.
- Periodo arcaico: VI-metà del V secolo a.C.
- Periodo classico: metà del V-IV secolo a.C.
- Periodo ellenistico: III-I secolo a.C.

Perfino con una così massiccia assimilazione di cultura straniera è significativo che sia i Greci che i Romani considerassero gli Etruschi come un popolo perfettamente individualizzato. Lo studio della cultura etrusca iniziò nel Rinascimento e si approfondì dal XIX secolo in avanti, ma per lungo tempo si vide nella scultura etrusca una semplice imitazione, senza creatività, dell'arte greca. Questa posizione è andata mutando nel corso del tempo giungendo a considerare la scultura etrusca in buona misura un fenomeno originale. In tutti i modi, la distinzione tra le sculture greche trovate in Etruria e quelle etrusche propriamente dette è, molte volte, ancora abbastanza difficile per la critica moderna. Le influenze fenicie, romane, egizie e orientali insieme alla perdita di gran parte della produzione scultorea più rilevante, rendono il problema ancora più complicato.

### Caratteristiche

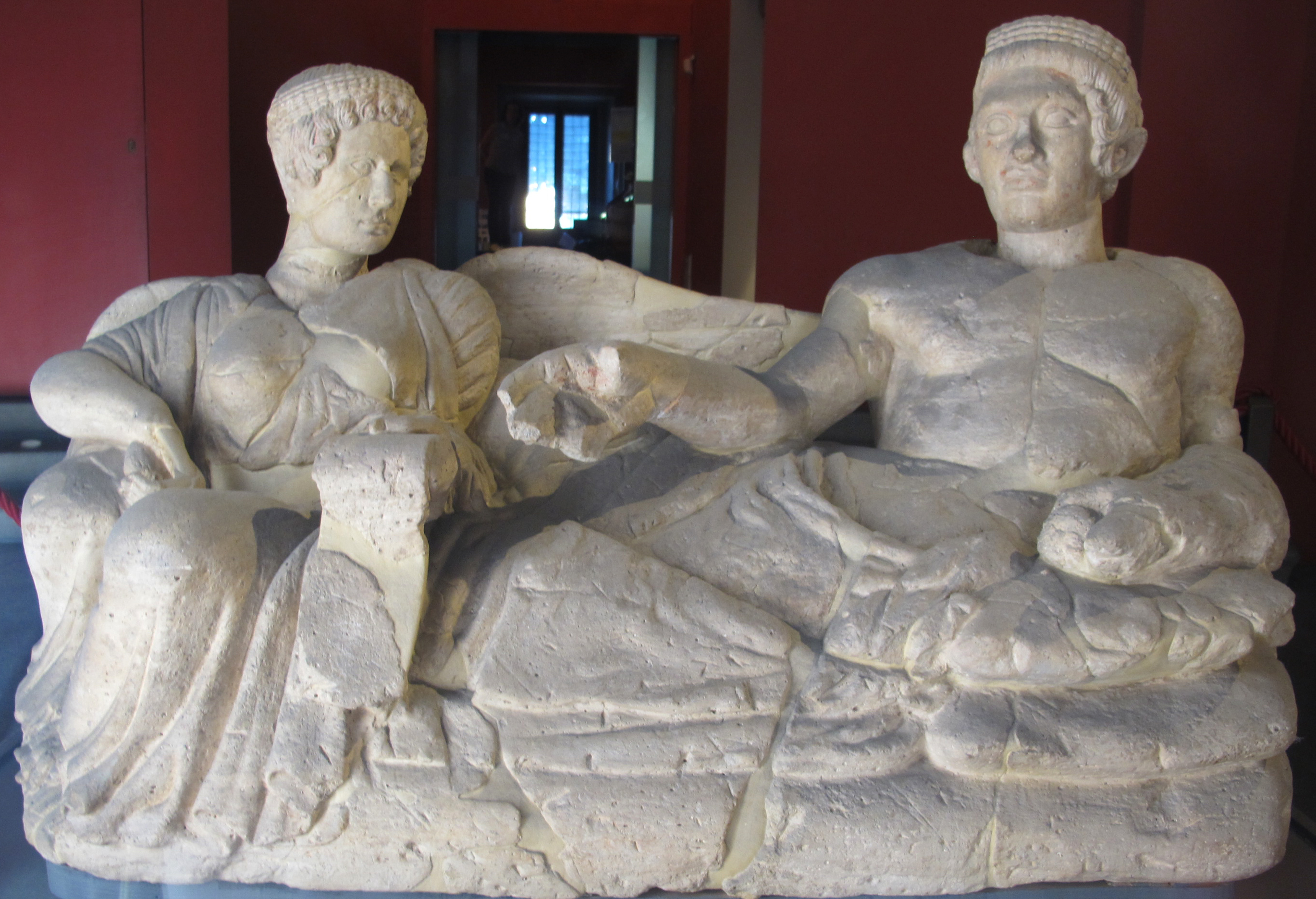
Statua cinerario chiusina, dalla necropoli della Pedata, Chianciano. Firenze, Museo archeologico nazionale.

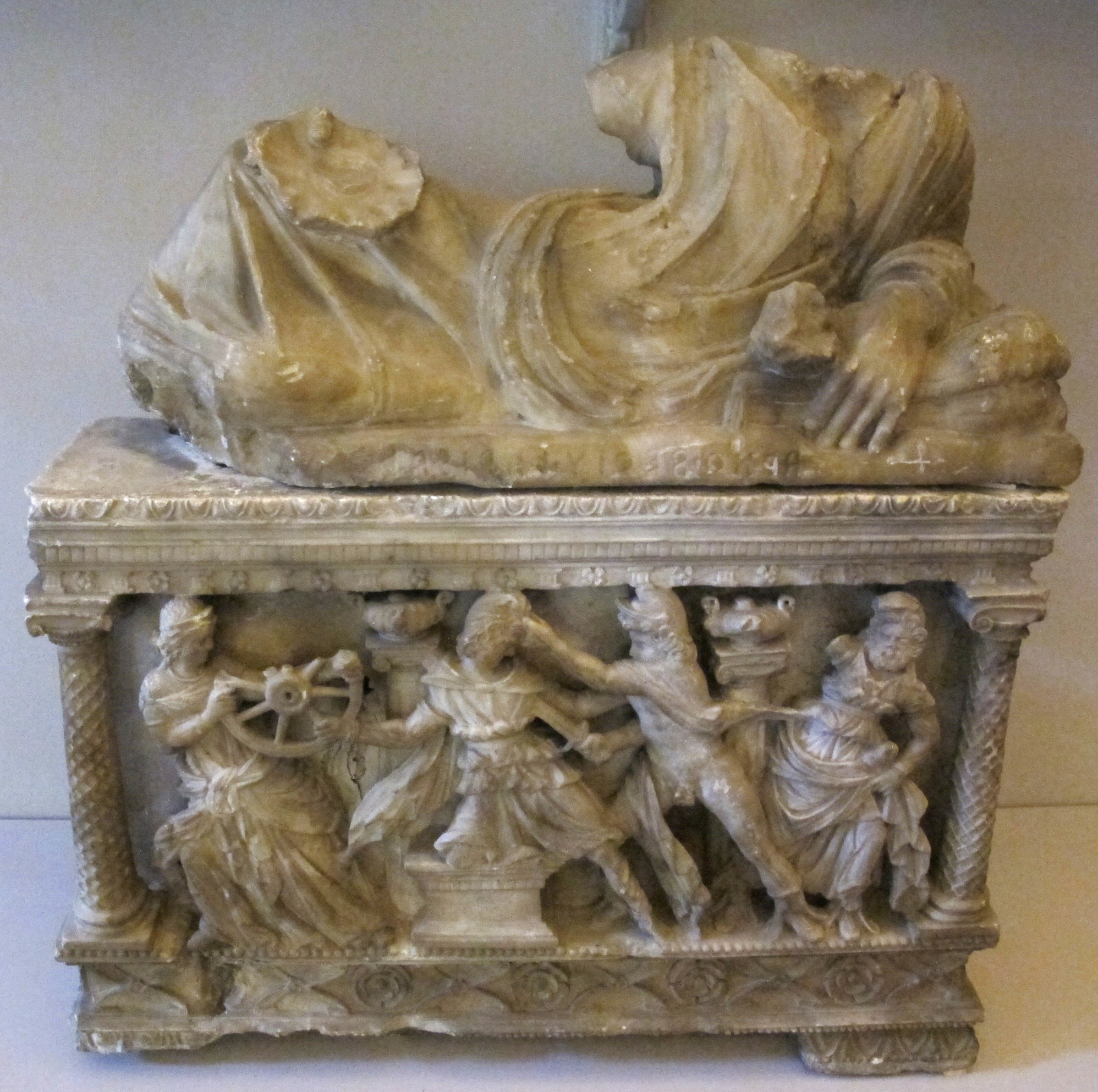
Maestro di Mirtilo, urna cineraria. Da Volterra, alabastro, 150 a.C. circa. Firenze, Museo archeologico nazionale MA 93484.

Il carattere privato di gran parte della scultura etrusca fu determinato dall'esistenza di una élite molto ricca e altamente erudita, amante dell'arte e del lusso, tendente all'autocelebrazione. Conosciamo il nome di un unico scultore etrusco, Vulca, che lavorò a Roma e per questo fu ricordato dagli storici romani. La loro profonda credenza in una vita dopo la morte fece sviluppare agli Etruschi un complesso sistema di pratiche funebri il cui obiettivo era prima di tutto fornire al defunto conforto nella dimora sepolcrale, riempiendola di oggetti destinati a facilitare la sua vita futura. A partire dal periodo orientalizzante progettarono le tombe come fossero vere case per i defunti, abitudine che si perpetuò finché la loro cultura non si immerse in quella romana, variando però nelle sue caratteristiche in funzione dell'epoca, della religione e della classe sociale del defunto. In determinate fasi le tombe dei personaggi più importanti potevano essere straordinariamente ricche.
La religione determinò anche la preferenza per certe tipologie scultoree presenti nelle tombe, come ex-voto e statuette di dei - con risalto per le figure della Madre, del Padre e della Figlia divini, identificati con vari dei locali - oltre alle figure dei defunti scolpiti sulle urne funerarie e sui sarcofagi. La statuaria legata ai contesti funebri è di gran lunga la più abbondante nella produzione etrusca. Anche altre tipologie furono importanti, sempre associate alla religione; statuette, amuleti e rilievi mostrano immagini di forte vivacità sessuale, usate in un'ampia varietà di pratiche rituali apotropaiche. Apparivano con frequenza anche scene di sacrificio umano, molte volte con dettagli realistici scioccanti, tra le quali era particolarmente comune l'episodio del sacrificio di Ifigenia; le immagini probabilmente non riflettevano sacrifici reali, ma li sostituivano simbolicamente. Anche nella rappresentazione dei miti locali e greci erano prevalenti le scene di battaglia più violente. I Greci crearono numerose immagini di dei divinizzando perfino virtù astratte, mentre gli Etruschi li affrontarono in modo più riluttante: se ne conoscono diversi di cui non ci è giunta alcuna rappresentazione locale.
Rispetto alla nudità nella scultura gli Etruschi avevano opinioni ben distinte dai Greci. Mentre questi la favorivano ampiamente, quelli la evitavano; la rappresentazione della nudità è rara tra gli Etruschi, ma essi ne innovarono le iconografie creando il tipo della madre che allatta mostrando il seno, un tema inedito nell'arte greca, antecedente diretto di una variante della tipologia rappresentativa della Madonna, la Virgo lactans. Gli Etruschi non si occuparono, come i Greci, di proporzioni o della comprensione e rappresentazione della struttura corporea umana, la loro attenzione si volgeva di più all'immediatezza espressiva. Lo prova l'esistenza di innumerevoli figure distorte, schematiche o sproporzionate, molte volte con una rifinitura rudimentale, che enfatizzava aspetti particolari senza alcun tipo di idealismo.
Le decorazioni architettoniche non erano un complemento logico della forma dell'edificio, bensì un'aggiunta decorativa libera e indipendente. Questi grandi complessi scultorei destinati alla decorazione architettonica sono il genere più tipico e originale della scultura etrusca monumentale. Infine, occorre segnalare che la visione della scultura etrusca come un tutto omogeneo è erronea: vi furono significative variazioni sia a livello regionale che temporale e qui essa è descritta in linee molto generali.

## I periodi

### Villanova

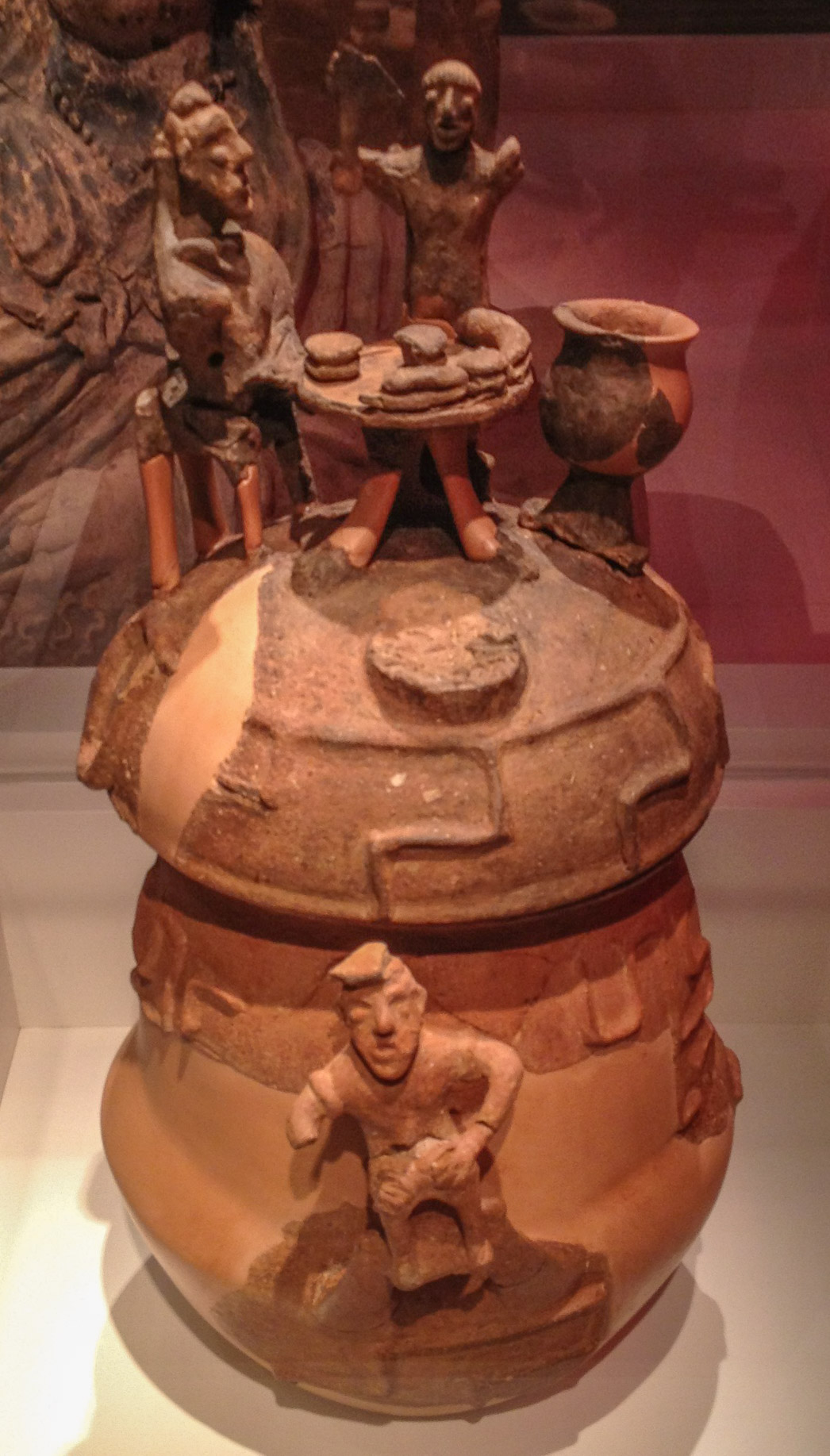
Urna cineraria biconica. Da Montescudaio (Volterra), VII secolo a.C. Cecina, Museo civico archeologico di Villa Guerrazzi.

Il periodo di Villanova (o villanoviano), a volte chiamato periodo geometrico, fu il preludio della formazione della civiltà etrusca. Il suo nome è lo stesso di un importante sito archeologico, quello di Villanova, scoperto nel XIX secolo. Il periodo fu segnato dall'espansione e dal raffinamento della metallurgia, e da un'arte che impiegava frequentemente motivi geometrici semplici organizzati in modelli complessi, ereditati dalla cultura precedente di origine locale e in parte dai Greci, e che sarebbero rimasti visibili nell'arte etrusca più o meno fino ai tempi storici. Di origine locale sembra essere l'usanza di aggiungere piccoli elementi scultorei ai vasi e alle urne funerarie, biconiche o a capanna, mentre l'elemento greco si manifestò nella creazione di minuscole figure animali in bronzo, che imitavano i disegni trovati nei vasi. Vulci fu probabilmente il primo centro a inaugurare una tradizione artistica tipicamente etrusca, attraverso la confluenza dei due elementi culturali, che si manifestò in vasi e calderoni con piccoli gruppi figurativi di uomini e animali a decorazione di anse e coperchi: si tratta delle prime rappresentazioni umane dell'arte italica, comparse alla fine del periodo villanoviano. Ma in questa fase non si può determinare se si riferiscono a personaggi mitologici, che possono essere identificati con qualche sicurezza a partire dalla fine di questo periodo.
L'abbondante produzione villanoviana proviene essenzialmente da contesti funerari. In area laziale il rito prevedeva la presenza del "dolio funerario", contenitore entro il quale si inserivano l'urna insieme a vari oggetti; la tipologia fu ripresa in area chiusina nel VII e VI secolo a.C. (tombe a ziro). Sono contesti di piccole dimensioni e in maggioranza comprendono utensili di bronzo, come arnesi per cavalli, elmi, punte di frecce e lance, cantari, bracciali, figurine umane in terracotta e altri utensili di uso sconosciuto, insieme a recipienti di ceramica di tutti i tipi: vasi, brocche e piatti. Molti di questi oggetti sono di origine orientale, il che indica l'esistenza di un attivo commercio con regioni lontane.

### Orientalizzante

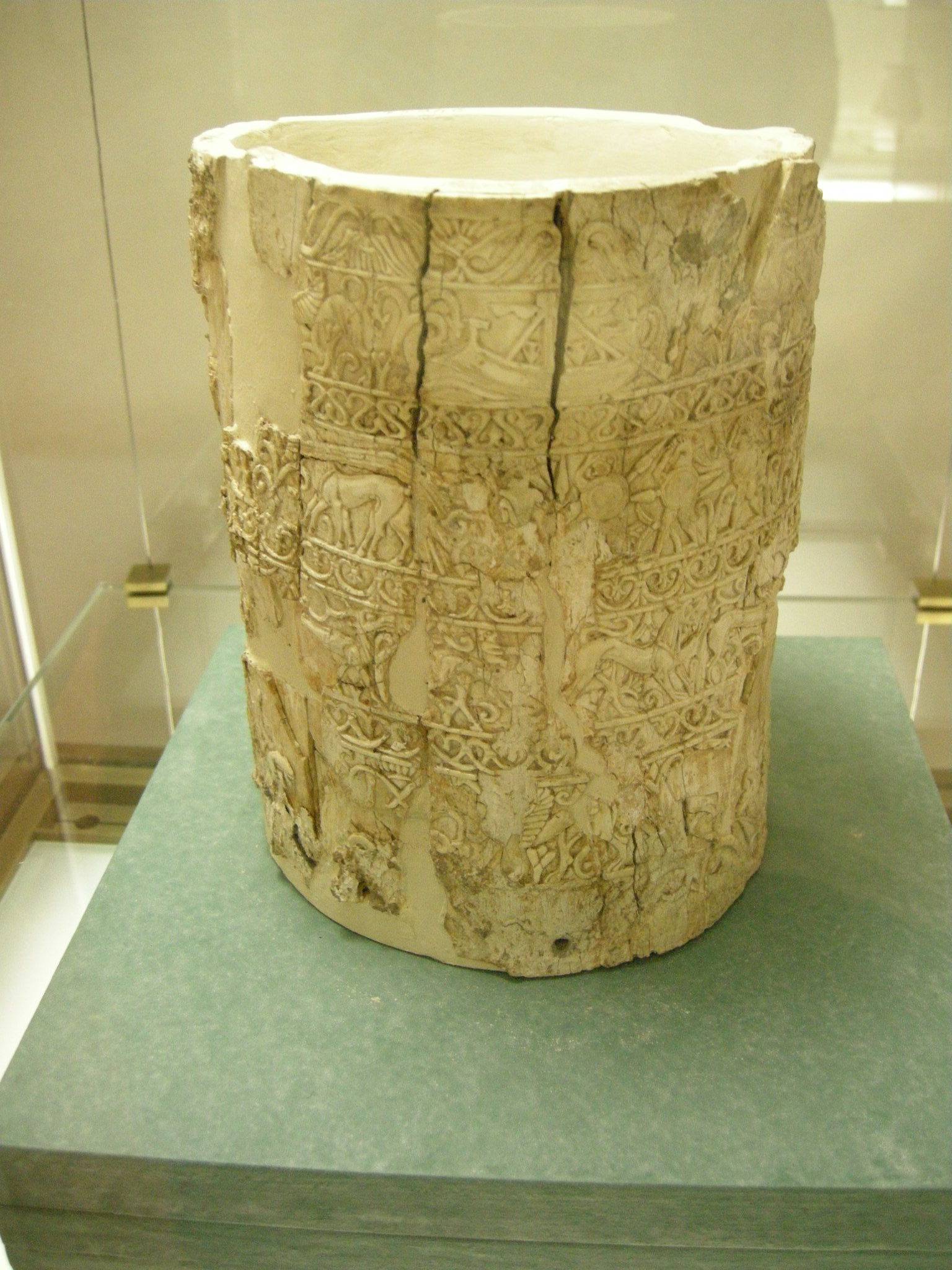
Situla della Pania. Avorio, fine VII secolo a.C. Da Chiusi. Firenze, Museo archeologico nazionale.

Alla fine dell'VIII secolo a.C. si intensificarono gli scambi commerciali con i Greci e i Fenici e crebbe la circolazione di beni di varie provenienze, che rispondevano alla domanda di una élite ormai organizzata e arricchita. Le maggiori città dell'epoca erano Vulci, Tarquinia, Cerveteri e Veio, centri di un vivace scambio commerciale, luoghi trainanti per quanto riguarda gli aspetti economici e produttivi. È da queste città che giungono i primi esempi della grande scultura etrusca in pietra, originariamente connessa all'architettura, datati alla prima metà del VII secolo a.C. e legati ad ambiti funerari e privati. È infatti in epoca orientalizzante che si datano le prime tombe monumentali, con varie camere, corridoi e copertura a tholos, talvolta con un pilastro centrale di sostegno. La tomba delle Statue presso Ceri (Cerveteri) era arricchita da altorilievi le cui influenze culturali sono rintracciabili in area siro-ittita. Al terzo quarto del VII secolo a.C. si datano gli altorilievi del tumulo della Pietrera a Vetulonia alle cui influenze orientali si uniscono quelle dedaliche, molto precoci: si tratta di figure femminili il cui atteggiamento riprende la piccola plastica di imitazione orientale. Della seconda metà del secolo sono anche le figure in terracotta della tomba delle Cinque sedie a Caere (una al Museo dei Conservatori e due a Londra). Qui dalla fine del VII secolo a.C. si trovano le figure di animali o mostri fantastici che venivano disposte all'esterno dei sepolcri con funzione apotropaica, una produzione in cui si specializzeranno soprattutto le botteghe di Vulci: una bottega vulcente scolpirà all'inizio del VI secolo a.C. un'opera precoce come il Centauro di Vulci in cui convivono più antichi elementi orientalizzanti, l'influenza corinzia e l'apertura alla volumetria della Grecia continentale.
Le tombe monumentali di epoca orientalizzante erano sepolture lussuose e comprendevano una profusione di oggetti decorativi e sacri: si stabiliva in questo periodo l'usanza dei principi guerrieri di investire le proprie ricchezze in beni voluttuari, seguendo le suggestioni dei fasti orientali. Il linguaggio orientalizzante si esprimeva nella decorazione che sfruttava motivi asiatici come la foglia di palma, il fiore di loto e il leone. Ne sono buoni esempi i grandi scudi di bronzo che venivano appesi nelle tombe (si veda la tomba degli Scudi e delle sedie di Cerveteri), decorati a rilievo con motivi geometrici derivati dalla cultura di Villanova e associati ad altri elementi di provenienza orientale. Merita menzione in questa fase lo sviluppo dell'arte della gioielleria, della quale sopravvivono esempi riccamente ornati che possono essere visti effettivamente come sculture in miniatura.
Le nuove tecniche di lavorazione della terracotta assimilate dalla ceramica greca si applicarono a nuove forme vascolari, derivate da quelle in bronzo, alle protomi e alle appendici plastiche. Di particolare interesse sono i piccoli vasi in forma di animali usati per immagazzinare profumi, altri vasi con ornamenti complessi e i buccheri.
Chiusi, rispetto agli altri centri etruschi dell'entroterra, conobbe una precoce urbanizzazione che giunse quasi a coincidere con lo sviluppo delle città costiere e meridionali. La città è particolarmente nota per il tipo di ossuario antropomorfo chiamato dagli studiosi dell'800 canopo, per la somiglianza con i canopi egizi, e che è strettamente legato alla tipologia tombale in uso e al rituale funerario più diffuso nell'area, cioè l'incinerazione. Il vaso, sovrastato da un coperchio che allude alla forma di una testa umana, era prodotto sia in metallo sia in terracotta ed era frequentemente associato ad una sorta di sedia o trono sul quale veniva posizionato; i primi esempi rinvenuti sono databili al secondo quarto del VII secolo a.C. Col tempo il vaso tende ad allungarsi e il corpo assume la forma di un corpo umano, favorendo il processo di identificazione tra ossuario e defunto. Una produzione di fattezze standardizzate si ebbe però solo con la prima metà del VI secolo a.C. per influenza della contemporanea statuaria funeraria in pietra. La produzione dei canopi, già legata a classi sociali elevate (le versioni economiche degli ossuari vedevano l'impiego di vasi destinati ad uso domestico), terminò verso l'inizio del VI secolo a.C., sostituita dalle statue cave con testa mobile, dotate della medesima funzione, prodotte in concomitanza con lo stabilizzarsi della tomba a camera.
I miti greci già apparivano con frequenza nelle rappresentazioni orientalizzanti, ma è possibile che essi siano stati interpretati in accordo con tradizioni religiose locali. Fu tuttavia all'inizio del periodo arcaico che sorsero le prime vere statue di culto etrusche, una tipologia religiosa distinta dalle statuette votive che già si vedevano nella fase precedente. Alcune sono identificabili con facilità a partire dai loro modelli greci, ma altre già sono nitidi adattamenti locali, che richiedono interpretazioni critiche per la loro identificazione. Come esempio vi sono statuette di un dio che scaglia fulmini, che suggerirebbe trattarsi di Zeus, ma nel caso etrusco le figure sono giovani e senza barba, il che si complica sapendo, come racconta Plinio, che nella religione etrusca non meno di nove dei avevano l'attributo del fulmine.
Alla fine del periodo orientalizzante, la produzione artistica etrusca era già riuscita a formulare un'estetica che superava in forma cosciente la mera imitazione di modelli stranieri, e la sua abilità con i metalli preziosi e con il bronzo divenne conosciuta oltre le sue frontiere.

### Arcaico

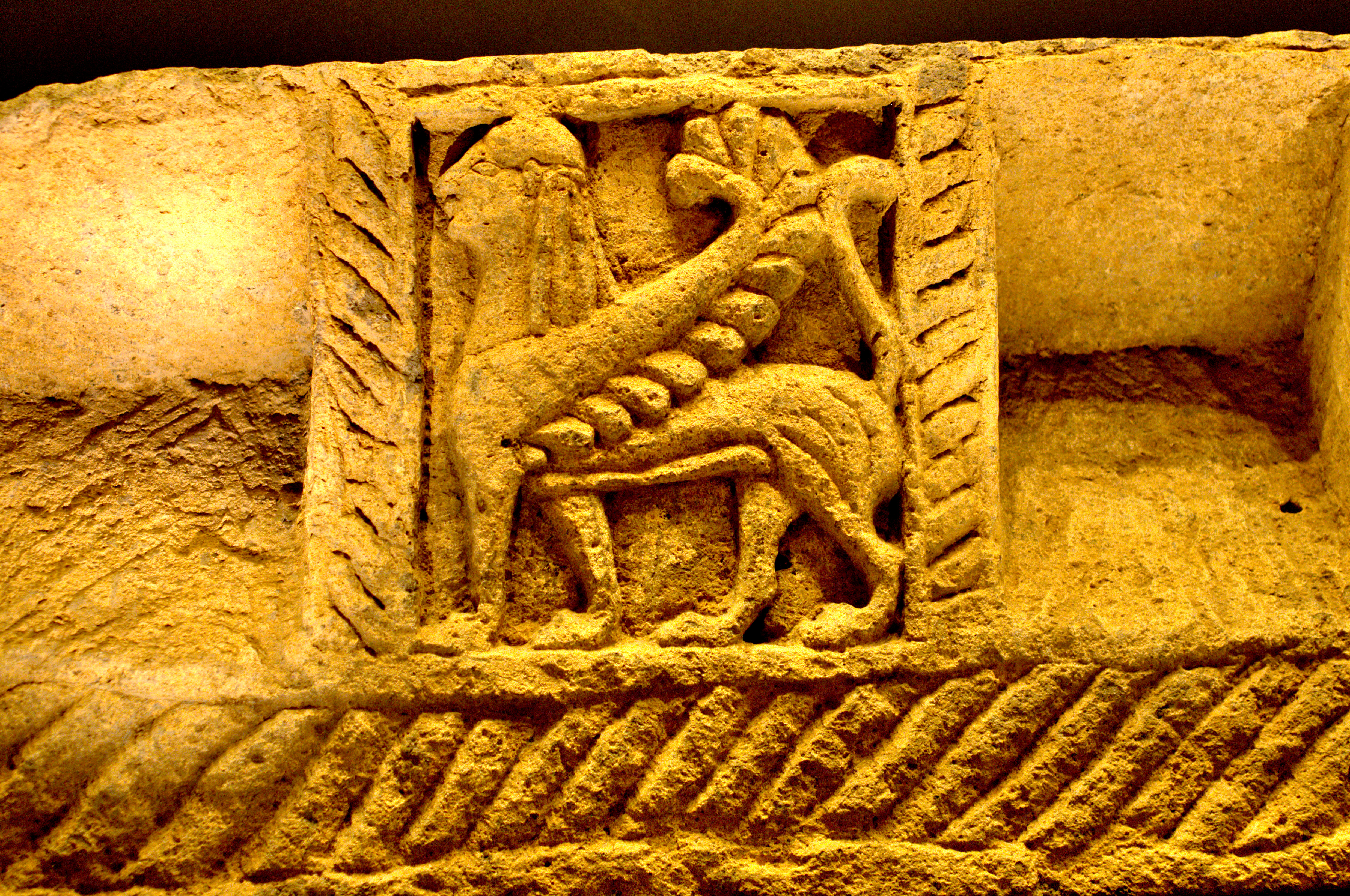
Sfinge, bassorilievo a scala in nenfro, arte etrusca arcaica

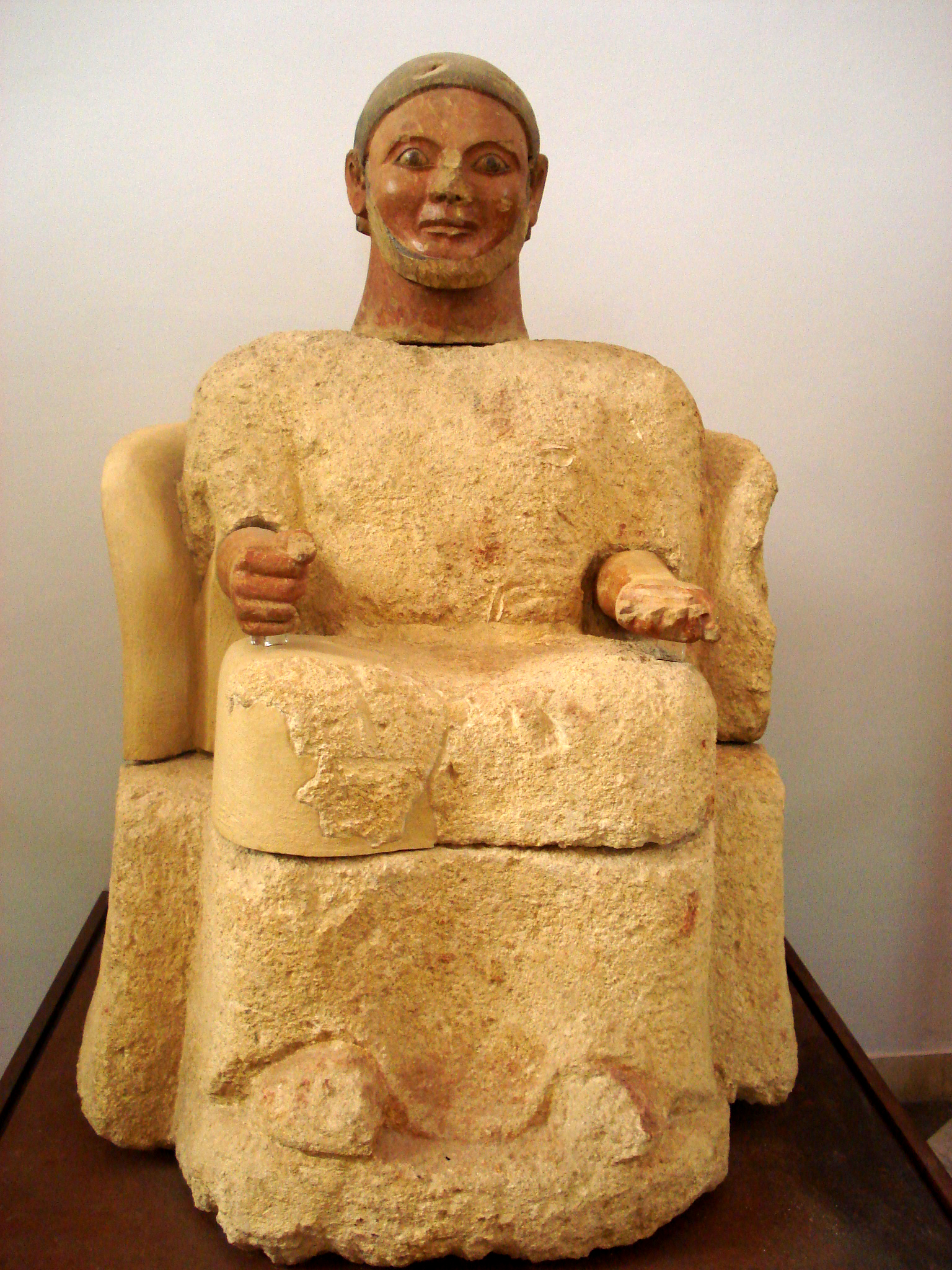
Statua cineraria. Tufo, terzo quarto del VI secolo a.C. Da Chiusi. Palermo, Museo archeologico regionale Antonino Salinas.

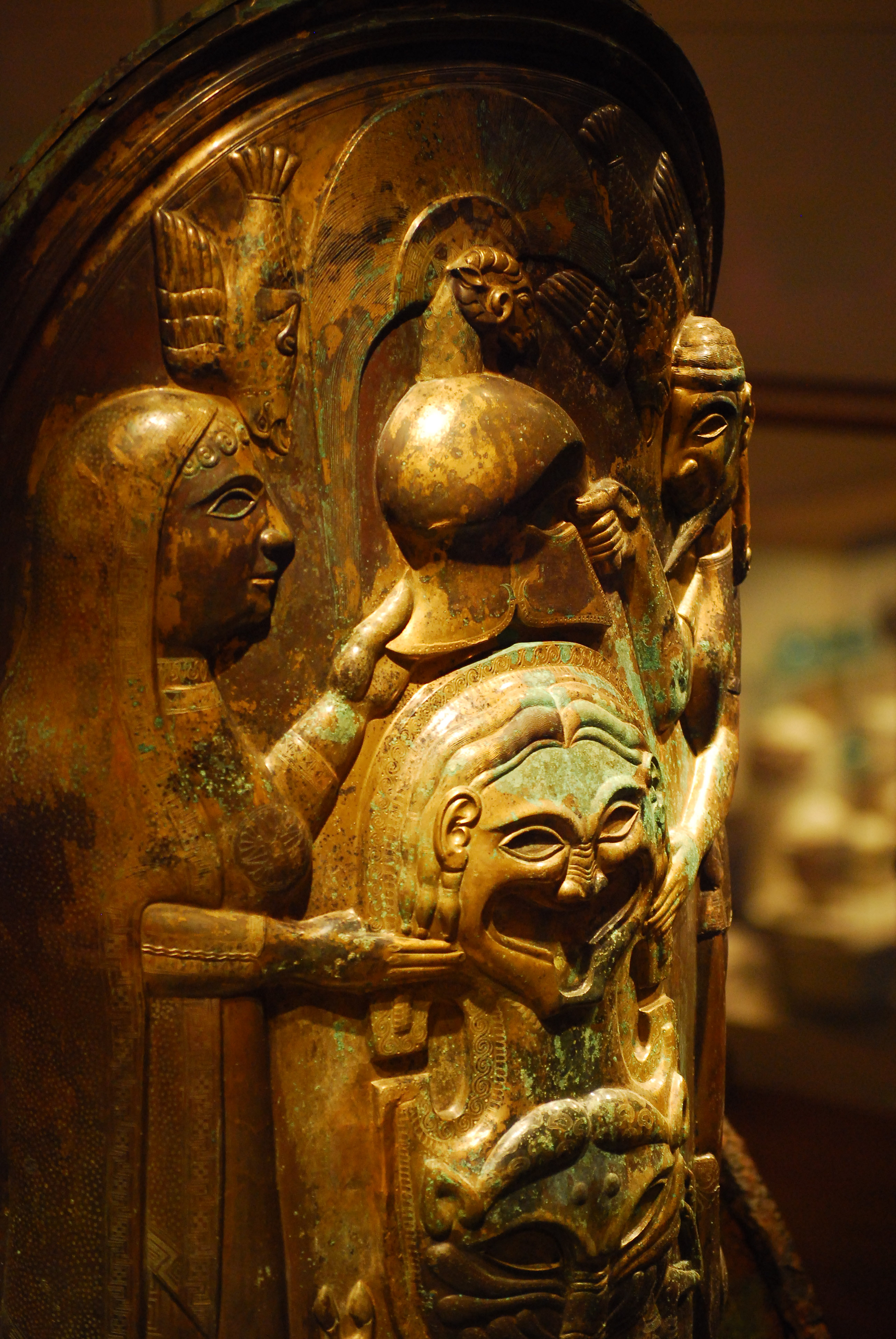
Dettaglio del Carro etrusco di Monteleone. New York, Metropolitan Museum of Art 03.23.1.

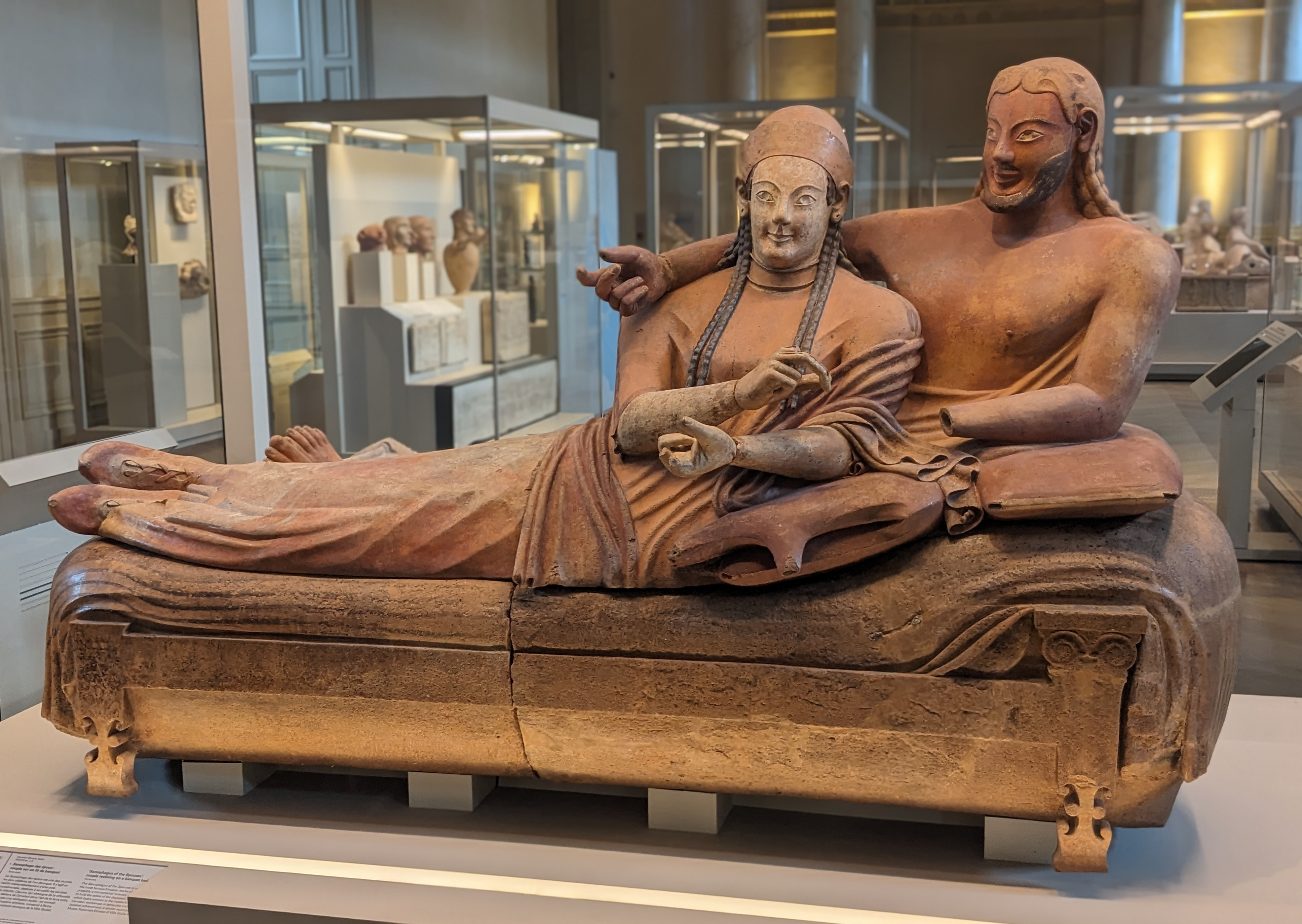
Sarcofago degli Sposi. Terracotta policroma, da Caere. Parigi, Museo del Louvre Cp 5194.

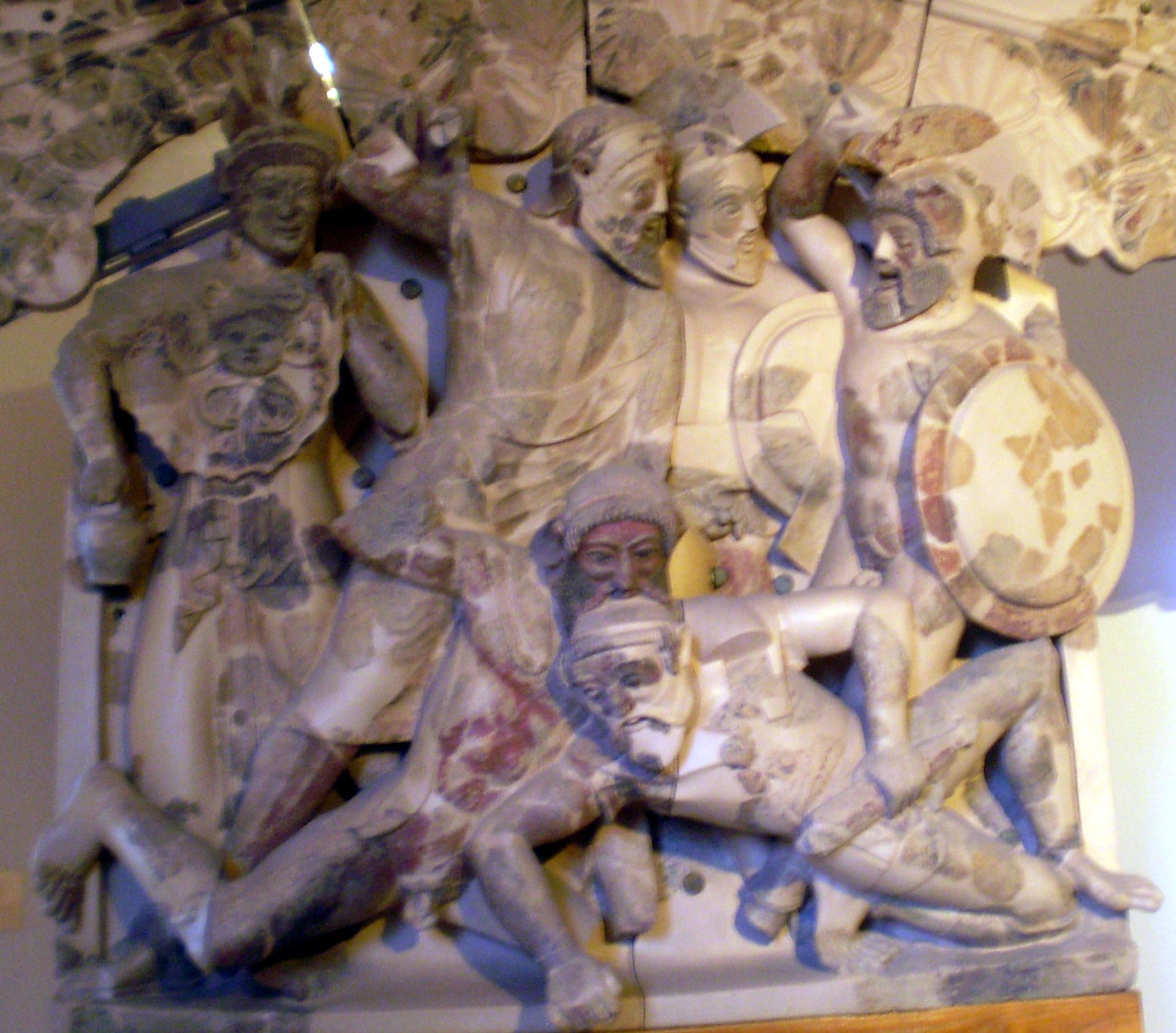
Lastra di rivestimento dal columen posteriore del tempio A di Pyrgi. Terracotta policroma, circa 470-460 a.C. Roma, Museo nazionale etrusco di Villa Giulia.

L'importazione dello stile greco arcaico fu naturale, considerando la continuità nei forti legami commerciali e culturali che univano i due popoli, ma il processo fu favorito dal fatto che nel 548-547 a.C. i Persiani conquistarono la Ionia, provocando la fuga di molti greci e asiatici dell'Asia Minore verso l'Italia. Importanti mutamenti nel campo dell'architettura e della religione, avvenuti all'inizio del periodo arcaico, furono ugualmente determinanti per l'evoluzione della scultura etrusca. La fusione delle mitologie etrusca e greca favorì l'avvicinamento delle forme di culto. La decorazione scultorea del tempio etrusco nacque in forme particolarmente elaborate comprendendo elementi in terracotta policroma, come fregi, acroteri, antefisse e lastre con scene narrative o con motivi ornamentali diversi.
La terracotta era la materia preferita dagli scultori etruschi, insieme alla fusione in bronzo, di cui era matrice. Della grande statuaria bronzea restano scarse ma significative testimonianze. I centri più importanti in questo ambito erano Caere, Veio, Roma e alcuni siti del Lazio costiero. La lavorazione della pietra era praticata soprattutto a Vulci e a Chiusi, e nelle relative zone di influenza, si veda per quanto riguarda Chiusi l'eccezionale sarcofago in pietra proveniente dall'ipogeo dello Sperandio di Perugia (500 a.C.), al Museo archeologico nazionale dell'Umbria. È in epoca arcaica inoltre che inizia ad essere impiegato il marmo apuano: da Volterra proviene la testa Lorenzini, datata intorno al 500 a.C., attribuita ad uno scultore etrusco formatosi nella bottega di un maestro greco.
La statuaria in pietra aveva una destinazione essenzialmente funeraria e i suoi soggetti erano frequentemente animalistici, proseguendo la tradizione di epoca orientalizzante. A Vulci le statue destinate all'esterno dei sepolcri furono prodotte fino verso il 520 a.C. A Chiusi, dove si continuò a praticare l'incinerazione sino a epoca tarda, oltre ad una scuola di scultura a tutto tondo simile a quella vulcente, con il terminare della produzione dei canopi si avviò la produzione delle statue-cinerario e, dalla metà del VI secolo a.C., si sviluppò una scultura a bassorilievo su pietra che ebbe grande fortuna per tutto il periodo arcaico confluendo nella produzione, per una committenza media, dei cippi chiusini (cinerari, custodie o semplici segnacoli), con rappresentazioni connesse all'ideologia aristocratica e già presenti in pittura. A Tarquinia nel VI secolo a.C. si registra la produzione dei grandi lastroni funerari in pietra, decorati a bassorilievo, di cui non è chiara la funzione, ma che riflettono negli ornati a fasce o riquadri il mutamento dello stile, dalla fase animalistica orientalizzante a quella che recepisce mitologie e narrazioni elleniche, fino allo ionismo di fine secolo. Emblematico esempio dello stile ionico è la Venere di Cannicella, forse statua di culto realizzata in marmo greco insulare, dalle forme inequivocabilmente greco-orientali.
Le grandi manifestazioni di ricchezza e opulenza all'esterno delle tombe terminarono con l'ultimo quarto del VI secolo a.C. e con l'affermarsi di un nuovo assetto sociale che limitava l'ostentazione della ricchezza privata, la quale si volse per conseguenza alle decorazioni pittoriche interne, come la grande fioritura della pittura funeraria tarquiniese dimostra. Diversa la situazione nelle zone settentrionali dell'Etruria come Volterra e Fiesole, aree lontane dai rivolgimenti sociali delle zone meridionali, dove dal VII secolo a.C. alla metà del V era in uso la stele tombale a collocazione esterna, lavorata a bassorilievo con le immagini di guerrieri, sacerdoti e, dalla fine del VI secolo a.C., scene figurate a carattere narrativo.
In epoca arcaica compare la rappresentazione del banchetto al quale, a differenza di quanto avveniva nella tradizione greca, partecipavano le mogli, rappresentate distese a fianco dei loro mariti: così compaiono nelle urne come nelle rappresentazioni pittoriche.
Nell'ambito della produzione in terracotta la scuola di Caere è responsabile di importanti fregi architettonici a stampo e dipinti, ma anche di grandi acroteri e sarcofagi. I coroplasti di Caere sono noti soprattutto per il sarcofago degli Sposi, urna cineraria in terracotta, di cui si conoscono due versioni una al Museo nazionale etrusco di Villa Giulia e una al Louvre, originariamente dipinti e formalmente dipendenti dai modelli greci arcaici malgrado l'irrigidimento delle forme. È tipico per questa produzione l'annullamento della plasticità nella parte inferiore del corpo e la robustezza plastica della parte superiore. L'attenzione alla massa corporea restituita attraverso piani morbidi e linee continue è retaggio ionico, ma la coroplastica ceretana manifesta aspetti tipicamente artigianali che si presentano come un linguaggio comune ad altre arti in terra etrusca, come la piccola plastica in bronzo e l'oreficeria: i volti ripetuti attraverso l'impiego di matrici, o gli aspetti pittorici e la decorazione di superficie che si traducevano nel campo della metallotecnica, a Perugia e a Spoleto, nei preziosismi a sbalzo e a cesello e nei riporti di materiale (v. Carro etrusco di Monteleone).
Alle maestranze ceretane sono attribuiti anche il rifacimento del tempio dedicato alla Mater Matuta a Satricum (490-480 a.C.) e la decorazione del tempio B di Pyrgi, dove furono impiegate le nuove tecniche coroplastiche giunte dalla Campania; si tratta di quella rivoluzione tecnica e stilistica che Alessandro Della Seta chiamò "seconda fase" per la quale si abbandonarono i fregi figurativi a favore di decorazioni vegetali o geometriche e si aumentò l'altezza delle lastre in accordo all'aumentata monumentalità degli edifici. Le esigenze narrative venivano svolte dal complesso acroteriale, dagli altorilievi di copertura delle testate delle travi portanti del tetto e dalle antefisse. Il cambiamento anche tecnico che caratterizzò la seconda fase della coroplastica architettonica etrusca, con il mutamento improvviso della composizione dell'impasto, tradisce l'importazione di esperienze già maturate altrove, la cui origine è rintracciabile in area magnogreca. Nella decorazione di Satricum si mostrano, al fianco del tradizionale gusto per l'ornamento e per i dettagli decorativi, gli avanzamenti nella elaborazione plastica dovuti alla ricezione dello stile severo, che non a caso in questa fase avvicina particolarmente la plastica fittile alla resa tagliente della bronzistica. Lo stesso linguaggio è avvertibile nel contemporaneo pseudo-sarcofago fittile con figura di giovane recumbente (conservato al Museo di Caere), ultimo esemplare della serie cui appartengono i due sarcofagi degli Sposi. L'influenza della scuola ceretana è misurabile nel superstite acroterio fittile dal tempio dei Sassi caduti di Falerii (490-480 a.C.) al Museo di Villa Giulia. L'ultima grande realizzazione di epoca arcaica della scuola ceretana è la decorazione del tempio A di Pyrgi, databile al 470 a.C. entro la quale si segnala il rilievo di protezione del culmine posteriore, con la saga dei Sette contro Tebe, che si pone come opera di grande sapienza compositiva.
Attiva nel santuario di Portonaccio già nel terzo quarto del VI secolo a.C. la scuola di Veio giunse al proprio apogeo con le decorazioni del tempio a tre celle edificato verso il 510 a.C.: queste comprendevano lastre fittili, antefisse e statue acroteriali tra le quali il noto Apollo di Veio. Questa scuola dominò la scena scultorea veiente fino al 480 a.C. circa. La decorazione a tutto tondo del tempio presenta tutte le caratteristiche tipiche della scultura tardo arcaica etrusca come greca (nella forma dell'atticismo ionizzante di fine VI secolo a.C.), resa plastica tagliente e attenzione alla volumetria e ai particolari anatomici, ma la carica espressiva implicita nell'evocazione del movimento sembra elevarsi a caratteristica della scuola vulcente se non di una personalità particolare all'interno di essa. Le accentuazioni e le correzioni ottiche, insieme alle qualità già indicate, si pongono come accorgimenti funzionali alla collocazione delle statue stesse a grande altezza. La decorazione delle lastre di rivestimento invece rappresenta forse il primo esempio di applicazione delle nuove tecniche coroplastiche di "seconda fase". Si è voluto indicare con il nome convenzionale di Maestro dell'Apollo la personalità che sembra aver dato l'impronta alla fabbrica innegabilmente corale del tempio e della sua decorazione, identificandola con «l'esperto di coroplastica» chiamato a Roma da Tarquinio il Superbo per l'apparato acroteriale del tempio di Giove Capitolino.

### Classico

Cavalli alati di Tarquinia. Terracotta, IV sec. a.C. Tarquinia, Museo archeologico nazionale tarquiniense.

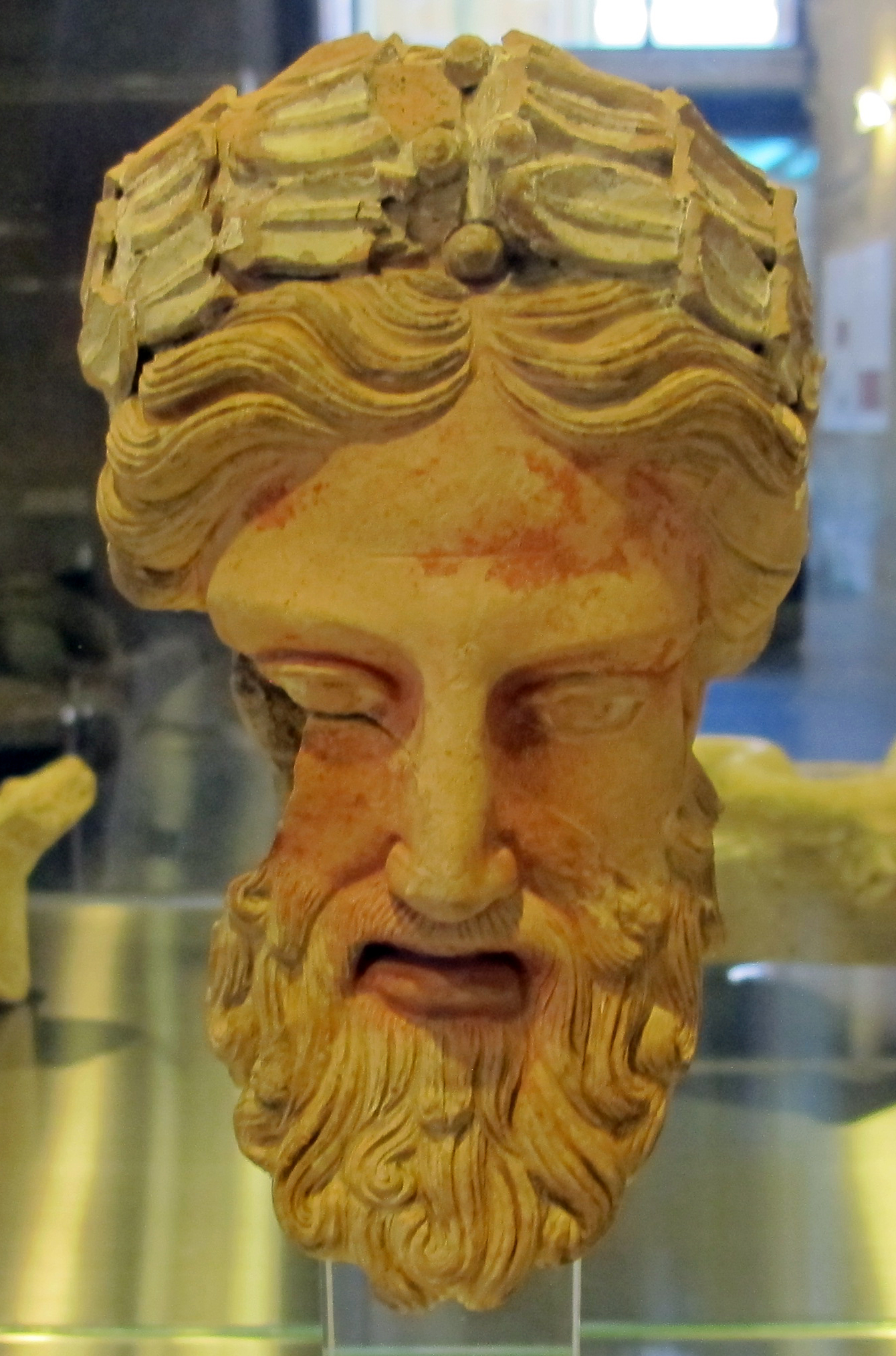
Testa di Tinia-Zeus. Decorazione fittile dal tempio di via S. Leonardo, Orvieto. Altezza: 18 cm., seconda metà del V secolo a.C. Orvieto, Palazzo Faina.

Le forme della classicità greca non attecchirono che superficialmente nelle aree estranee allo spirito dell'Atene che a quelle forme aveva dato origine. Furono ragioni di ordine politico ed economico quelle per le quali l'Etruria del secondo e terzo quarto del V secolo a.C. si trovò a vivere un periodo di sostanziale isolamento. Tra le opere più importanti giunte sino a noi e relative a questo periodo: il Marte di Todi, statua votiva della fine del V secolo a.C. che si avvicina al canone di Policleto, la celebre Chimera di Arezzo che presenta influenze classiche conservando ancora tratti arcaici, il Busto di Bruto (a volte considerato opera romana) e le decorazioni architettoniche a Orvieto e Falerii. Anche se rari, questi esempi evidenziano una grande maestria nella costruzione della forma e nella tecnica della fonderia. Le deviazioni degli etruschi rispetto ai canoni della Grecia di epoca classica non possono essere spiegate con una presunta incomprensione del modello; l'élite etrusca era fortemente acculturata e gli artigiani possedevano alte capacità tecniche: oltre alle ragioni di attardamento prima menzionate occorre quindi considerare gli obiettivi differenti perseguiti dagli etruschi rispetto ai modelli greci.
Dopo una fase di silenzio da parte dei documenti a disposizione, segni di ripresa si avvertono dal 440 a.C. I centri di produzione più attivi passarono ad essere quelli dell'interno: Chiusi, Falerii e Volsinii, sede di uno dei due più importanti santuari pan-etruschi, il santuario del Fanum Voltumnae. Orvieto diede l'avvio verso il 430-420 a.C. ad un programma pubblico per la ricostruzione dei santuari di Vigna Grande, Belvedere, via San Leonardo e Cannicella che permette di seguire l'influenza dello stile classico nella decorazione architettonica fittile; contemporaneamente si pose come il centro principale per quanto riguarda la grande bronzistica: a bottega orvietana è stato attribuito il Marte di Todi cui si è già accennato. A Chiusi la tradizione dei cippi chiusini venne abbandonata con la ripresa delle grandi statue-cinerario, destinate a tutt'altra committenza e formalmente vicine alla produzione orvietana nella ripresa dei modelli classici greci.
La grande fioritura delle stele felsinee (Bologna), prodotte a partire dal tardo orientalizzante, è datata dalla seconda metà del V secolo a.C. alla metà del IV. Si tratta di lastre in pietra, tagliate a semicerchio nella parte superiore e decorate a rilievo basso, a registri sovrapposti con soggetti animalistici, mostri marini, simbologie legate all'oltretomba, battaglie e sfilati di carri. Si tratta di composizioni affollate e pesanti che non risentono della penetrazione delle esperienze greche contemporanee.
All'inizio del IV secolo a.C. le città del sud dell'Etruria, che erano state trainanti prima della cosiddetta crisi del V secolo, Vulci, Tarquinia e Caere, avviarono una ristrutturazione sociale che portò nuovamente ad un allargamento della partecipazione ai meccanismi politici ed economici; ciò che non tornò più furono gli ampi scambi con l'esterno. È in queste aree che si formò inizialmente quella cultura di koiné che dominerà la produzione etrusca, laziale e campana fino al 265 a.C.
Uno dei primi segni della ripresa fu il rinnovamento della tipologia sepolcrale che portò allo stabilizzarsi di una delle classi monumentali più tipiche dell'arte etrusca, il sarcofago. Questa tipologia si sviluppò dal sarcofago in legno, ricevette inizialmente influenze dai sarcofagi diffusi in Asia Minore, creati per essere posizionati in mezzo alla stanza funeraria e quindi decorati su tutti e quattro i lati con scene di animali, riti funebri o scene mitologiche; infine la decorazione si adattò al posizionamento lungo le pareti e la figura del defunto sulla parte superiore del coperchio acquisì la posizione sul fianco. Sul bordo del coperchio era presente l'iscrizione con il nome e le lodi del defunto. Questa produzione si prolungò, dotata di minore qualità a partire dalla metà del III secolo a.C., fino a tutto il II secolo a.C.; fu accolta a Vulci e a Tuscania dove fiorì nel IV secolo a.C. e fino al II secolo a.C. un'industria di sarcofagi in terracotta, costruiti in parti separate e componibili. A Caere la tipologia diede luogo alla tomba dei Sarcofagi, in pietra, mentre la coroplastica del periodo vi è testimoniata dalla ridecorazione dei templi di Pyrgi. Il livello tecnico e formale raggiunto dai coroplasti tarquiniesi è documentato dalla lastra del columen dell'Ara della Regina con l'altorilievo dei Cavalli alati. Falerii che aveva fatto parte dell'area di influenza veiente ne acquisì le tradizioni e forse gli artigiani, distinguendosi con la decorazione fittile del tempio di Giunone Curite, del tempio dei Sassi caduti e del tempio dello Scasato. La sequenza delle decorazioni architettoniche falische di IV e III secolo a.C. permette di seguire l'evoluzione della cultura di koiné, dalla ricezione della media e tarda classicità attraverso la Magna Grecia fino al rarefarsi dei contatti con quest'ultima e il riemergere di espressività di matrice locale dovute alla nuova preponderanza culturale di Roma.
La bronzistica di IV secolo a.C. vide in area meridionale un'importante produzione di candelabri, specchi incisi e bronzetti votivi, ex-voto come il Fanciullo seduto di cui si conoscono diverse versioni, ma anche opere più "alte" come le molte teste-ritratto, importanti per il formarsi del gusto medio-italico e del ritratto romano, di cui è noto esempio il Bruto Capitolino. In area settentrionale un altro importante centro produttivo è Arezzo, ove si pone, tra V e IV secolo a.C. la Chimera, commissionata e prodotta come dono votivo.

### Ellenistico

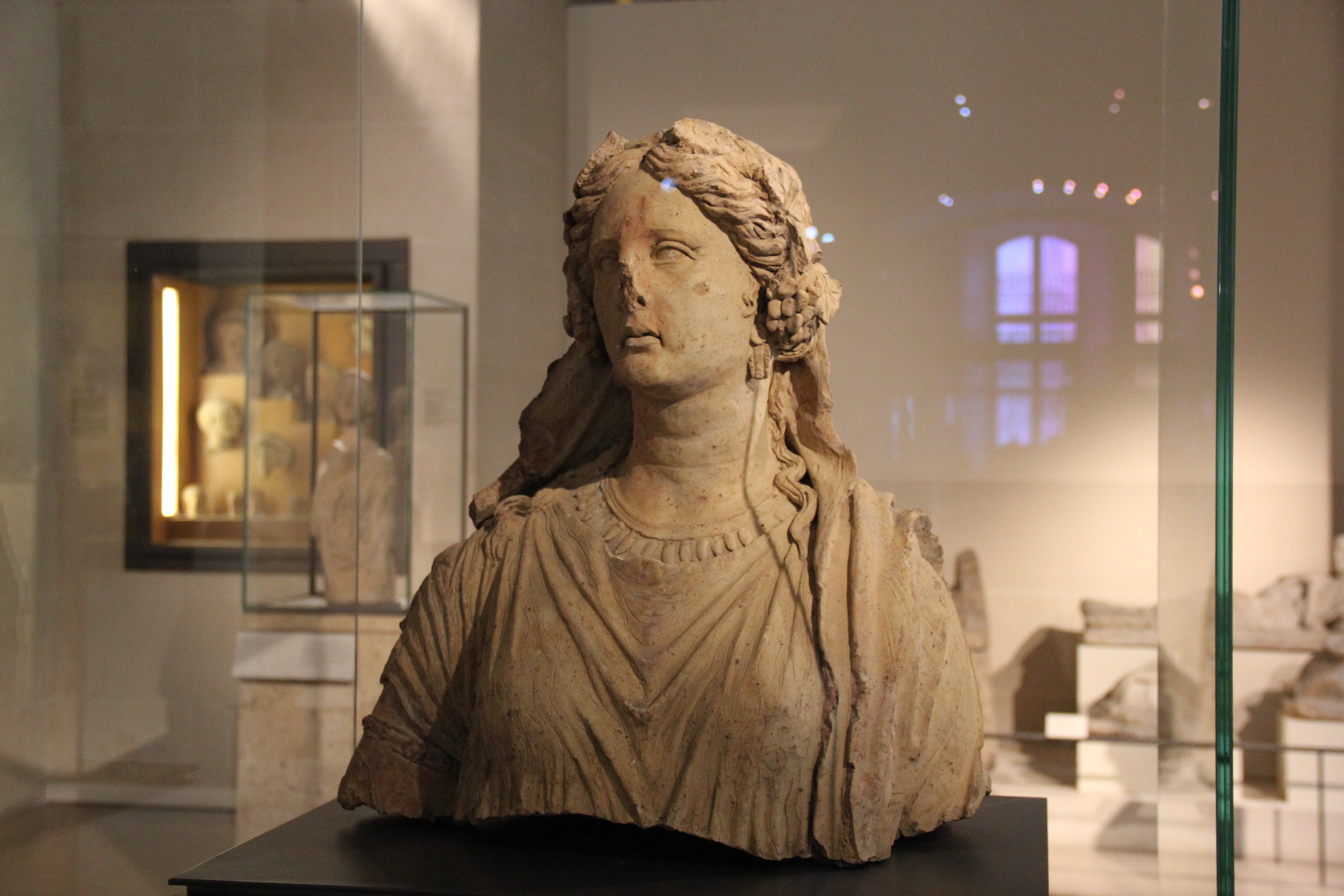
Arianna, III secolo a.C. da Falerii, Museo del Louvre, Parigi

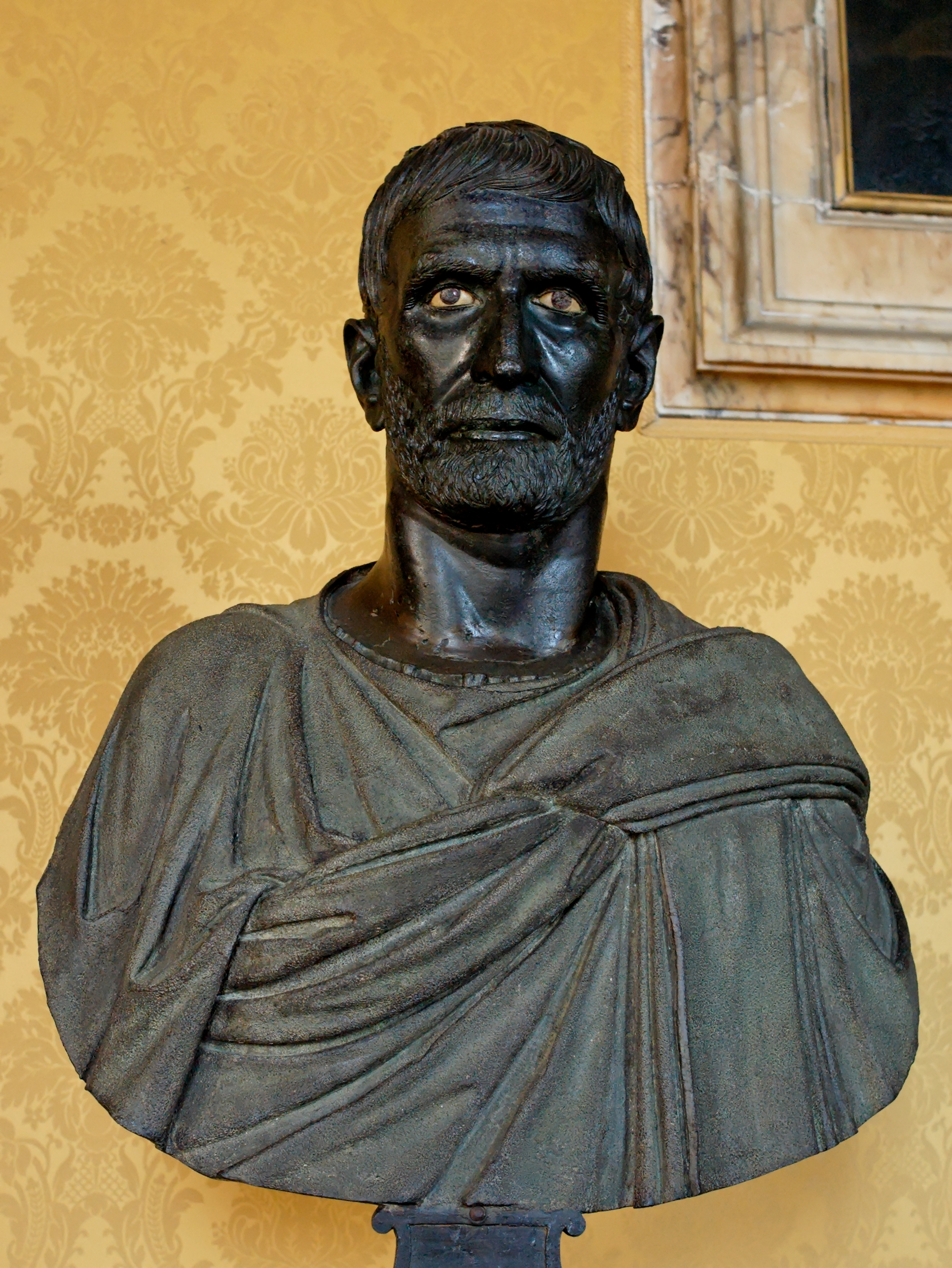
Bruto capitolino. Roma, Musei capitolini S 1183.

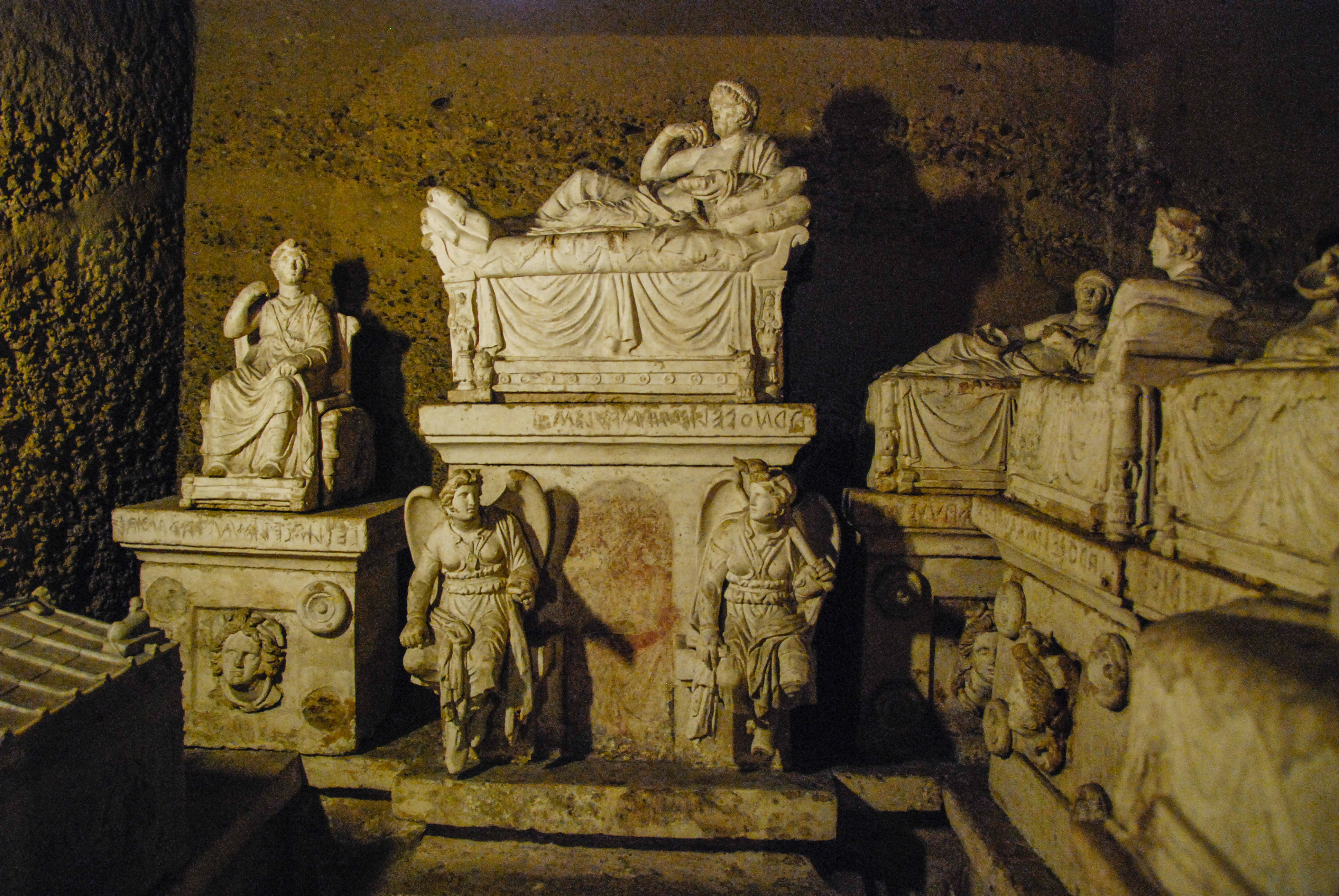
Ipogeo dei Volumni, al centro l'urna di Arnth Velimna, capostipite della famiglia e fondatore della tomba. Travertino stuccato e dipinto, seconda metà del II secolo a.C. Perugia.

In quest'epoca le ultime città etrusche ancora indipendenti entrarono a far parte del territorio romano e si verificò una sorta di fusione tra le due culture. Mutarono le strutture sociali, si enfatizzò il governo militare e si formò una nuova aristocrazia con l'assimilazione dei plebei arricchiti. Nella pratica religiosa i costumi funerari si semplificarono; terminarono le commissioni relative alle fastose tombe gentilizie delle fasi precedenti, forse a seguito del mutamento degli interessi della società stessa, la quale sembrava ormai volgersi maggiormente alla vita presente, mentre cominciavano a predominare visioni pessimistiche rispetto al futuro, manifestantisi nella prevalenza delle rappresentazioni relative al mondo degli Inferi. In compenso si riprese, attraverso Roma, il contatto con la Grecia ellenistica.
A sud, area totalmente subordinata a Roma già nella seconda metà del III secolo a.C., per le sepolture si continuarono a utilizzare le tombe già edificate, dove si deponevano sarcofagi ormai decorati solo sulla fronte, con motivi araldici e figure simboliche, mentre i temi narrativi si assestavano sulle tematiche locali che comprendevano il corteo del magistrato e il viaggio agli Inferi. I ritratti dei defunti, non fisionomici e sempre più generici, seguirono la tradizione medio italica impostasi dalla fine del IV secolo a.C.
La migliore scultura funeraria a partire dalla metà del III secolo a.C. si concentrò al nord, dove migrarono gli scultori di area meridionale. Si distinse particolarmente l'area chiusina, determinante anche per la produzione di Perugia (compreso l'ipogeo dei Volumni) e, inizialmente, di Volterra; a queste zone si collega l'attività del Maestro di Enomao, di forte impronta pergamena e forse di origini greche. Nel II secolo a.C. mentre a Chiusi si assestava ormai una produzione di urne fittili a stampo, il clima ellenistico, inizialmente pergameno e infine neoattico, informò di sé le note urne volterrane in alabastro, pietra e terracotta, caratterizzate da una particolare varietà e abbondanza; l'attività del Maestro di Mirtilo, delle Piccole patere e della Centauromachia, anch'essi di probabili origini greche, rientra in questo ambito con una produzione nobile, in alabastro a forte altorilievo. Rifiorisce qui la tradizione tarquiniese dei rilievi a tematica eroica e mitologica riproposti e diffusi attraverso la circolazione dei modelli, così differenti in senso strutturale e compositivo dai rilievi con tematiche locali. I ritratti dei defunti a loro volta si avvicinarono al ritratto individuale ellenistico, fino al prevalere di quello realistico romano, a partire dalla fine del II secolo a.C.
L'attività di questi maestri volterrani appare come quella di un ristretto numero di botteghe a conduzione familiare, di qualità più elevata rispetto ad una più diffusa produzione "di massa", caratterizzata da ripetizione e impoverimento delle iconografie, a partire da modelli fissi e non più rinnovati. La crescita della domanda portò a produrre esclusivamente opere in serie, da uno stesso stampo (per la produzione in terracotta) o da uno stesso modello (per le opere in pietra). Lo stesso fenomeno è avvertibile nella produzione delle teste votive e delle statuette, la cui qualità iniziò ugualmente a decadere probabilmente a causa della produzione intensiva a partire da stampi di seconda o terza generazione e della rinuncia al lavoro manuale che nelle fasi precedenti accresceva e raffinava i dettagli, dava maggiore individualità ai singoli esemplari e correggeva i difetti tecnici. Il patetismo ellenistico nelle teste e statuette fittili votive di III e II secolo a.C. venne recepito superficialmente nell'allungamento delle forme le quali perdettero, sia per quanto riguarda le anatomie sia per i panneggi, struttura e organicità; lo stesso dicasi per i bronzetti votivi. La produzione di questi oggetti per la devozione popolare terminò con l'inizio del I secolo a.C.
La grande bronzistica dopo il IV secolo a.C. restò confinata ad Arezzo dove si produsse, alla fine del II secolo a.C., un'opera come l'Arringatore, già in stile tardo-repubblicano.
I gruppi fittili architettonici seguirono lo stesso indirizzo ellenizzante delle opere funerarie, con composizioni affollate e ritmi alternati di movimento e pausa, con l'impiego di risorse stilistiche eclettiche, compreso il recupero di stilemi arcaici. L'accentuazione del patetismo era facilitata dall'adozione del frontone pieno, ma vi si accostava uno stile più tipicamente locale, pittorico e privo di attenzioni strutturali come quello ravvisabile nelle opere funerarie. Restano, frammentarie, le decorazioni fittili del Frontone di Talamone, quelle rinvenute in località Catona ad Arezzo (forse opera di un autore di origine e formazione greca), quelle dei due templi dell'acropoli di Volterra, di fine III e II secolo a.C., di Vetulonia, Vulci e Sovana.
Nel I secolo a.C. la qualità dei manufatti in generale divenne molto povera e tutta la produzione originale etrusca cedette all'influenza romana, segnando così la fine della propria tradizione scultorea.

## Materiali e tecniche

### Terracotta

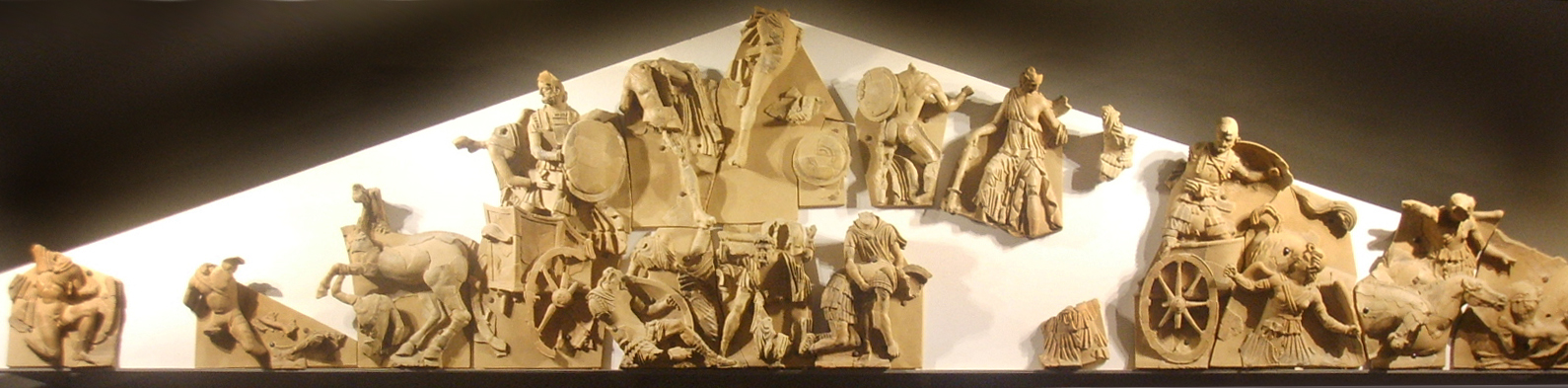
Frontone di Talamone, terracotta, secondo quarto del II secolo a.C. Orbetello.

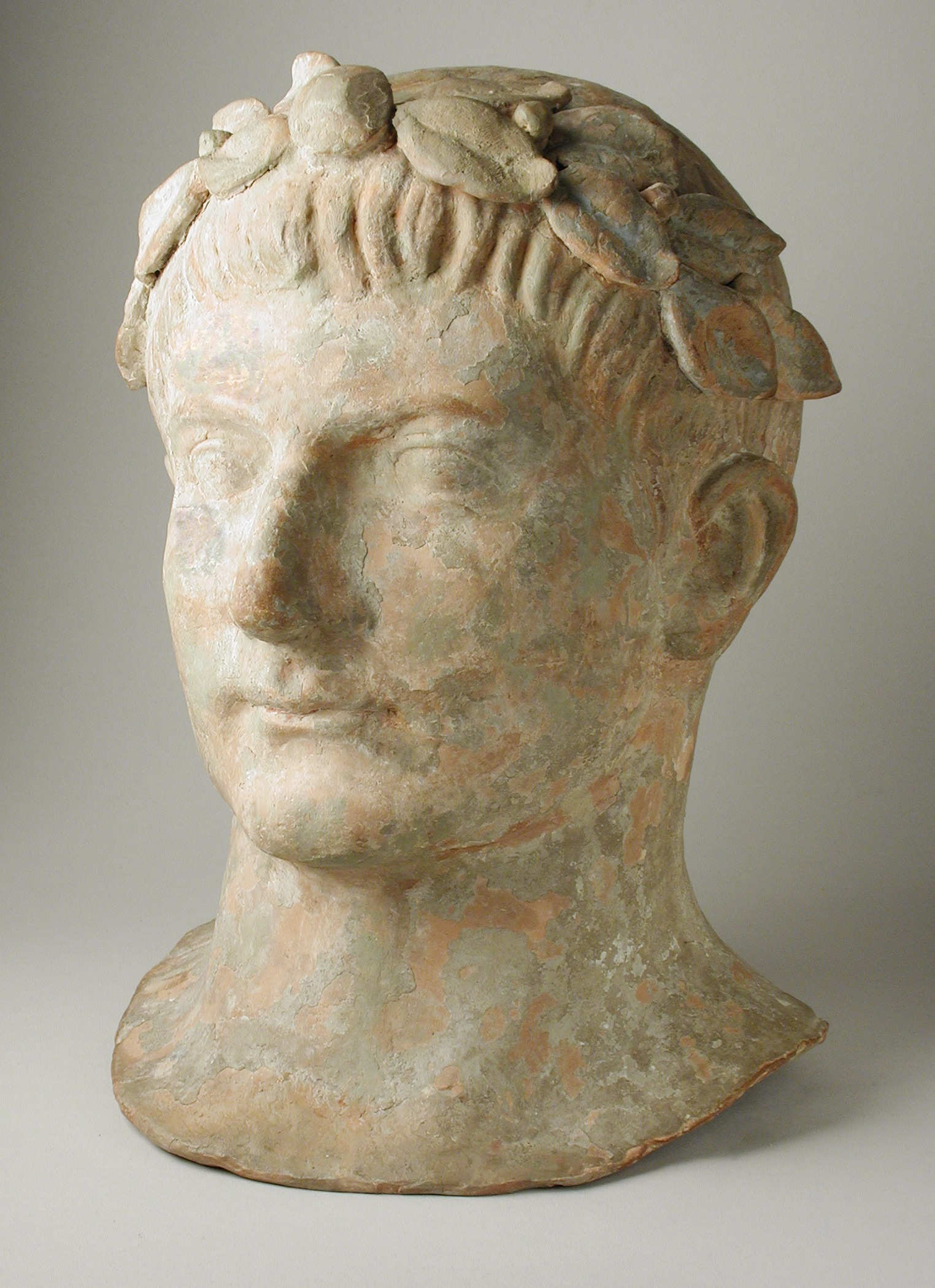
Testa in terracotta di un uomo che indossa una corona d'alloro, II secolo a.C., Los Angeles County Museum of Art

Molte fra le sculture etrusche giunte sino a noi, siano di grandi dimensioni, come la statuaria architettonica e i sarcofagi, o appartengano a tipologie minori, furono realizzate in terracotta, la cui facilità di trattamento serviva perfettamente ai propositi di scultori e committenti e alla grande domanda di opere funerarie e decorative. Il materiale permetteva la creazione di pezzi in serie attraverso stampi, che si ritengono essere stati inizialmente importati dalla Grecia: in questo modo si spiega la differenza qualitativa che si riscontra tra le statue acroteriali e le lastre di rivestimento a stampo che decoravano il complesso palaziale di Poggio Civitate del 580 a.C. circa.
Nella tecnica a stampo si modellava a mano un prototipo di argilla, dal quale si ottenevano vari stampi con i quali si poteva replicare il prototipo molte volte finché lo stampo si deteriorava e diventava inservibile. Si ritirava il pezzo dallo stampo mentre era ancora umido così da potere aggiungere manualmente dettagli o rettificare imperfezioni di fabbricazione, dando a ogni pezzo un carattere unico. Gli esemplari prodotti a stampo potevano a loro volta divenire prototipi per una seconda generazione di stampi e di repliche, e così via. Se da un lato ciò rese possibile la produzione massiccia di esemplari simili a basso costo per soddisfare una domanda crescente, a mano a mano che gli stampi si allontanavano dal primo prototipo la loro qualità diminuiva, il che si rivelò fatale per l'arte etrusca, specialmente nella sua fase finale, quando diminuì la pratica delle rifiniture manuali dopo lo stampo.

### Bronzo

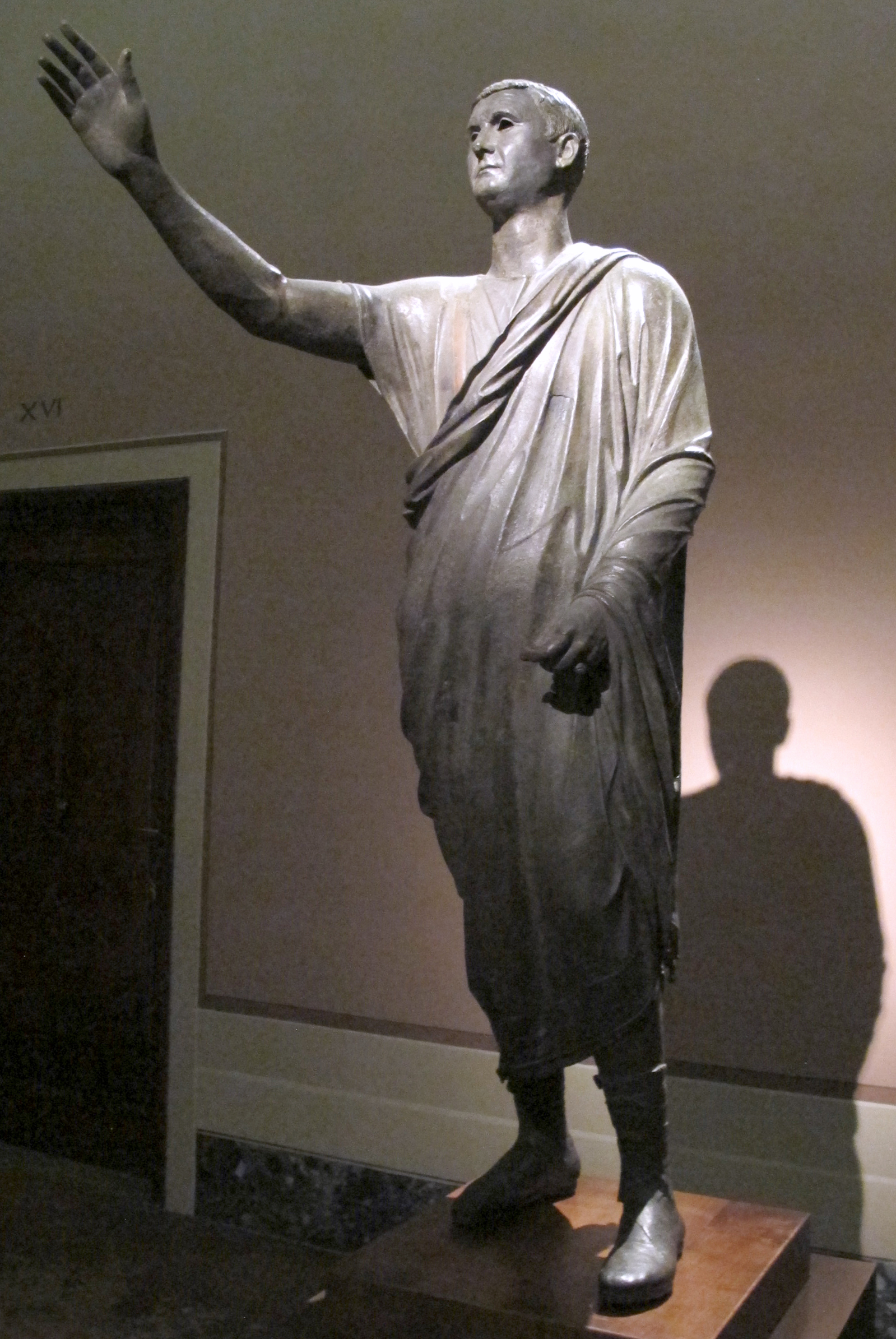
Arringatore. Statua bronzea, 100 a.C. circa. Provenienza Tuoro sul Trasimeno. Firenze. Museo archeologico nazionale di Firenze

Il bronzo, di facile reperimento per gli Etruschi, fu un materiale privilegiato per la fabbricazione di statuette e di una grande varietà di altri oggetti, prodotti per uso domestico o decorativo. Con il bronzo gli Etruschi raggiunsero un elevato grado di perizia tecnica e di sofisticazione formale all'interno di diversi laboratori regionali. Gli artigiani etruschi fecero uso di tutte le tecniche di lavorazione del bronzo, come la cera persa, il martellato, l'incisione o il laminato; erano inoltre capaci di aggregare al bronzo altri metalli come oro, rame e argento in intarsio, e la loro produzione godeva di una diffusione commerciale che andava dal nord dell'Europa all'entroterra greco.
La bronzistica etrusca si specializzò nella produzione di candelabri e tripodi, specchi e ciste; le statuette posizionate a decorare le cimase (V secolo a.C.) e i fusti (IV secolo a.C.) dei candelabri erano spesso di alta qualità. Queste statuette che rappresentavano divinità maschili e femminili, offerenti, atleti e guerrieri, abbellivano oggetti diversi o venivano offerte nei santuari; le Tyrrhena sigilla, così chiamate da Orazio nel I secolo d.C. (Epistole, II, 2), ebbero grande successo anche tra i Romani benché si trattasse dei prodotti di una cultura artigianale di cui spesso non si conosce l'esatta provenienza.
Resta un numero scarso di statue di grandi dimensioni che tuttavia è sufficiente a mostrare l'abilità degli etruschi in questo campo: il Marte di Todi, la Chimera di Arezzo (IV secolo a.C.) e forse la Lupa capitolina  (primi del V secolo a.C.), adottata come simbolo della Roma repubblicana. Il Bruto capitolino , l'Arringatore e la Minerva di Arezzo, di epoca ellenistica, sono esempi eccellenti di ritratto intenzionale e a scopo votivo, oltre che di imitazione di modelli greci. - Recentemente sono stati scoperti numerosi bronzi etruschi votivi nei pressi di un santuario termale durante gli scavi archeologici di San Casciano dei Bagni.

### Altri materiali
La pietra ebbe una diffusione minore e soprattutto in alcune aree come Vulci e Chiusi. Ci sono giunti esemplari di opere in pietra calcarea, alabastro e tufo; il marmo ebbe diffusione ancora minore. Come la terracotta la pietra dopo la lavorazione veniva frequentemente dipinta. In epoca arcaica a Chiusi si scolpivano prefiche e sfingi in pietra locale, mentre a Vulci si realizzavano sculture di esseri fantastici. Soprattutto nel periodo ellenistico la pietra venne frequentemente impiegata per sarcofagi e urne cinerarie.

## Ripercussioni successive ed evoluzione degli studi sulla scultura etrusca
La principale eredità scultorea degli Etruschi si sviluppò a Roma. Come si è detto in precedenza, gli Etruschi ebbero un ruolo di grande importanza nella fondazione dello stato romano, riflettendo la propria cultura in una varietà di modi, nelle tecniche edilizie, nella formazione etnica, nelle forme di governo e nella stratificazione sociale, fino alla cultura popolare, a volte mantenendo questi elementi intatti, altre volte alterandoli radicalmente negli usi e nelle simbologie associate. Logicamente anche la loro arte offrì basi sulle quali si sviluppò l'arte romana. Con riferimento alla scultura, le prime statue romane dal VI secolo a.C. sono chiaramente di stile etrusco, un'influenza che perdurò fino al periodo ellenistico e probabilmente oltre, tanto che è possibile scorgerne i segni fino all'epoca di Augusto.
Diversi scrittori romani, come Plinio, Cicerone, Virgilio, Strabone e Varrone, lasciarono cronache sugli Etruschi, il che si giustifica facilmente, poiché secondo la tradizione alcuni dei re di Roma erano etruschi, e i Romani nutrivano uno speciale interesse verso la propria ascendenza, essendo molti patrizi discendenti dalla nobiltà etrusca. Lo stesso imperatore Claudio, già nel I secolo d.C., scrisse un vasto compendio in venti volumi sulla cultura etrusca, sfortunatamente perduto.

### XV-XVI secolo
Dopo l'epoca romana la tradizione etrusca cadde nell'oblio per un lungo periodo. Nel XV secolo il monaco Annio da Viterbo, umanista e orientalista, pubblicò un libro entro il quale speculava su una possibile origine comune delle lingue ebraica ed etrusca; scavò diverse tombe, dissotterrò sarcofagi e tentò di decifrare la lingua etrusca. Questa attenzione da allora in avanti andò crescendo e fu coronata nel 1553 con la scoperta ad Arezzo della famosa Chimera, poi portata a Firenze insieme ad altri oggetti di scavo, dove causò grande sensazione tra gli artisti e gli studiosi. Fu esposta a Palazzo Vecchio come una meraviglia dell'antichità ed entrò nella collezione privata di Cosimo I de' Medici insieme alle statuette trovate insieme a essa. In una fase in cui Roma aveva soppiantato Firenze quanto a prestigio politico e culturale, la scoperta si rivestì anche di un carattere nazionalista, diventando il simbolo di un'ascendenza prestigiosa e di un'identità specificamente toscana.

### XVII-XVIII secolo
All'inizio del XVII secolo l'erudito scozzese Sir Thomas Dempster diede un contributo significativo alla conoscenza degli Etruschi con il libro in sette volumi intitolato De Etruria Regali, una compilazione di fonti antiche accompagnata da novantatré incisioni. Il lavoro di Dempster, tuttavia, rimase inedito fino al 1723, quando Filippo Buonarroti lo pubblicò insieme a commenti propri: quest'opera è oggi considerata una pietra miliare dell'etruscologia moderna. Tre anni più tardi fu creata l'Accademia Etrusca a Cortona, una società di studiosi che in poco tempo riunì circa 140 dei più importanti antiquari d'Europa e che pubblicò tra il 1738 e il 1795 i propri resoconti. Nel 1743 Antonio Gori portò alla luce il suo Museum Etruscum, con centinaia di illustrazioni, e nel 1761 Giambattista Piranesi, celebrato per le sue incisioni di antiche costruzioni, pubblicò un volume sull'architettura e sull'ingegneria romane nel quale avanzò varie teorie sulla partecipazione etrusca alla formazione dell'arte romana che in seguito si dimostrarono corrette.
Queste opere pionieristiche, che contenevano naturalmente molti errori, imprecisioni e false attribuzioni, contribuirono a una prima delimitazione del campo di studi e anche alla gestazione del Neoclassicismo, il cui intenso interesse antiquario scatenò una febbre collezionistica tra le élite politiche e intellettuali europee. Con Winckelmann gli studi raggiunsero un livello più elevato, sebbene il suo successo sia stato limitato anche dall'immaturità della scienza archeologica. Egli scrisse dettagliatamente sull'arte etrusca inserendone la produzione all'interno di uno schema evolutivo tripartito in base a elementi stilistici, di cui non riconosceva le origini italiche e orientali, comprendendo invece l'origine greca dei più importanti rinvenimenti ceramici.
Nel XIX secolo Hegel, ancorché scrivesse curandosi più degli aspetti idealistici dell'arte antica, non trascurò di apprezzare lo stile etrusco, trovando in esso un interessante equilibrio tra idealismo e naturalismo e considerandolo un ottimo esempio dello spirito pratico dei Romani, mentre gli esemplari della scultura etrusca visti dal romantico Ruskin a Firenze furono per lui una rivelazione, aiutandolo a comprendere la storia dell'arte occidentale. Più importanti per la crescita degli studi sull'arte etrusca furono i lavori di Christian Gottlob Heyne, condotti principalmente sulle fonti letterarie ed è a partire da questi e da quelli di Winckelmann che si mossero gli studi del Lanzi.

### XIX secolo
Gli studi filologici ottocenteschi determinarono l'assoggettamento degli studi sulla produzione figurativa etrusca alla conoscenza di vari aspetti delle società e delle civiltà antiche, mantenendo un atteggiamento di prevalente attenzione nei riguardi del mondo ellenico. Nel XIX secolo la scultura etrusca ottenne un importante spazio per il dibattito e la discussione quando fu creato, nel 1829, l'Instituto di Corrispondenza Archeologica che favorì la cooperazione internazionale nello studio delle antichità italiane, realizzando scavi e pubblicandone i risultati. Tuttavia, la crescente divulgazione di significativi ritrovamenti causò la distruzione di innumerevoli siti archeologici da parte di commercianti e speculatori, disastro denunciato dal console britannico in Italia George Dennis nel suo libro The Cities and Cemeteries of Etruria, del 1848, opera che contribuì con il proprio successo alla divulgazione dell'etruscologia. Un'altra pubblicazione importante fu Antica Etruria Marittima (1846-51) di Luigi Canina, che introduceva una metodologia topografica rivoluzionaria. Ma forse un più decisivo contributo era stato quello di Riegl, che pur non concentrandosi specialmente sull'arte etrusca, spostò l'attenzione storico-critica verso differenti modelli interpretativi, in un'epoca in cui il lascito greco era ancora considerato un modello. Nel frattempo certi settori impegnati nel processo di unificazione dell'Italia, nel considerare gli Etruschi alle origini della cultura e dell'arte romana e italiana, ne compromettevano la comprensione con forzature ideologiche e nazionalistiche.

### XX secolo
All'inizio del XX secolo la scultura etrusca venne accostata all'arte primitiva nella ricerca di nuovi modelli, estranei al classicismo, condotta in quegli anni dalla cultura artistica europea. Alla produzione figurativa etrusca si giunse ad applicare terminologia desunta dall'arte contemporanea, aprendo la strada alla riduzione semplicistica e all'allontanamento dalle reali problematiche storico-artistiche. Durante il Fascismo la stessa terminologia postriegliana si ridusse alla contrapposizione classico/anticlassico rafforzando il mito fascista della supremazia del popolo italiano e delle tradizioni latine. In vari modi la cultura etrusca esercitò un rinnovato fascino in Europa all'inizio del XX secolo includendo tra i suoi ammiratori D. H. Lawrence. Questo prestigio, parallelamente, favorì l'apparizione sul mercato di un crescente numero di opere falsificate come quelle create dalla famiglia di Pio Riccardi e da Alceo Dossena che, acquistate da importanti musei rimasero esposte come autentiche per lunghi anni fino alla scoperta delle frodi.
Diverse istituzioni in Europa e negli Stati Uniti hanno dedicato finanziamenti per progetti di ricerca, scavi e formazione di collezioni di manufatti e arte etrusca. Tra le più importanti collezioni si ricordano quella del Museo nazionale etrusco di Villa Giulia, del Museo del Louvre, del Museo archeologico nazionale di Firenze, del Metropolitan Museum of Art di New York e del Museo Guarnacci. Molte furono istituite tra il XIX secolo e l'inizio del XX, quando ancora gli scavi venivano effettuati in assenza di regolamentazione contro propositi fraudolenti; gli stessi procedimenti archeologici non si erano ancora normalizzati e stavano appena cominciando ad adeguarsi alla metodologia della scienza moderna. Ciò ha condotto alla perdita di molte informazioni, relative alla stratigrafia, al contesto di provenienza dei reperti e ad altri aspetti vitali per lo studio, già complicato dall'assenza di documenti testuali etruschi.
Gli Etruschi sono stati fonte d'ispirazione per vari scrittori di letteratura d'invenzione o pseudo-storica, che esplorano l'aura di mistero che ancora incombe su di loro nella cultura popolare. Studi in ambito etno-antropologico suggeriscono che l'eredità etrusca continui a vivere nell'Italia centrale, nelle superstizioni e nei simboli religiosi popolari, nelle pratiche agrarie, in certe forme di celebrazione pubblica e negli schemi edilizi e decorativi degli interni delle case.